# Деревянная архитектура Нижнего Новгорода
Деревянная архитектура Нижнего Новгорода — совокупность деревянной застройки Нижнего Новгорода. Включает комплекс культурного и исторического наследия деревянной и каменно-деревянной архитектуры города конца XVIII — начала XX веков.
В течение большей части истории Нижнего Новгорода, с XIII по 20-е годы XX века, его застройка была преимущественно деревянной. По мнению исследователей архитектуры, деревянная городская застройка XIX — начала XX веков — уникальный феномен, не имеющий аналогов в мировой культуре и самая яркая особенность русского исторического города. Многие исследователи указывают, что для Нижнего Новгорода она — важнейший элемент национального и местного колорита, отличающий Нижний Новгород от Москвы и Санкт-Петербурга, а также неотъемлемый элемент градостроительной ткани и городской культуры.
Деревянная архитектура города развивалась в общем русле русского зодчества, каждый этап был подвержен влиянию господствовавшего архитектурного стиля: русского классицизма, эклектики, модерна, ретроспективизма, конструктивизма и сталинской архитектуры. Значительное влияние на неё оказали местные традиции народного деревянного зодчества, в частности знаменитая Нижегородская глухая домовая резьба.
На 2014 год комплекс деревянной архитектуры Нижнего Новгорода XIX — начала XX веков насчитывал около 500 деревянных и 200 каменно-деревянных домов, из которых лишь небольшая часть поставлена на охрану государства как объекты культурного наследия. Массовый снос деревянного архитектурного наследия Нижнего Новгорода начался ещё в советский период, а в последние годы оно находится под угрозой полного уничтожения.

## История

### Истоки
Историк архитектуры, исследователь нижегородского зодчества Н. Ф. Филатов писал, что в Нижегородском крае с древних времён было широко распространено деревянное зодчество: в городах и сёлах рубили бревенные крепости, храмы, избицы и высотные палаты. Дерево являлось наиболее распространённым материалом в архитектуре Поволжья. В разных частях здания с учётом особенностей отдельных пород дерева применялись:
- дуб — на сваи, оконные и дверные проёмы;
- ель — на лежни, брусья для стропил, тесницы для настилов, потолков и кровель;
- сосна — для рубки клетей;
- лиственница — для нижних венцов сруба;
- ольха и вяз — для труб, постоянно пребывавших в воде;
- липа и клён — для резных и столярных работ[5].

За время развития нижегородской архитектуры выработались практики возведения различных в типологическом отношении зданий. Известно, что в период вплоть до конца XVIII возводились: рубленые храмы, деревянные жилые дома, монастырские подворья, административные учреждения, крепости и мосты.
Деревянное храмовое зодчество было довольно разнообразно. В зависимости от архитектурно-художественных и конструктивных особенностей верха храмы делились на типы: клетский, шатровый, многошатровый и ярусный, а также колокольни и звонницы. Наиболее распространённым был тип клетской церкви, имевший много общего с жилыми строениями и составлявшийся из нескольких прирубленных друг к другу клетей.
Шатровые церкви строились в качестве соборных храмов в монастырях (Вознесенский в Печерском, Софийский в Благовещенском), летних погостовых и приходских храмов по всему краю. Из старинных шатровых храмов Нижегородского края известны: храм монастыря Архидьякона Стефана в полугоре на устье Сундовика — реки под Лысковом (1549) и Воскресенский собор Арзамаса (1652).
Многошатровые храмы, завершавшиеся двумя, тремя или пятью шатрами, возводились во множестве сёл и городов. Уникальным для древнерусского деревянного зодчества был ансамбль из двухшатрового собора Ивана Предчети и трёхшатровой церкви Воскресения Христова погоста Бершилова, построенный в 1614—1615 годах Д. М. Пожарским.
Примерно с первой половины XVII века на Нижегородской земле стали возводить ярусные церкви. Известен срубленный в 1641 году в селе Ключищах храм в честь Параскевы-Пятницы. Особо ярусные церкви распространились после запрета возведения шатровых храмов в 1652 году. Более поздние примеры: храм в с. Старые Ключищи на р. Озерка (1731) и Храм Казанской иконы Божией Матери в Великом Враге (1792).
Городские жилые усадьбы мало отличались от крестьянского двора и обычно включали: избу, баню, погреб с «напогрибецею» (конюшенным сараем, сенницей, кладовыми и дровяными кладищем), огород и сад в городьбе (жерлевой или тыновой). Жилые строения располагались внутри двора за оградой, главный въезд оформлялся особенно парадно: над ним ставилась икона с изображением святого — покровителя хозяина или целый набор икон со слюдяным подвесным фонарём. Типичным жилым строением обывателей была изба, имевшая трёхчастную структуру: отапливаемая жилая часть, холодная (летняя) горница и разделявшие их сени, к которым вёл всход-крыльцо. Бедные жители ставили поземные избицы, более состоятельные — хоромы на подклетах с мшенниками и повалушами над сенями. Рубились избы «в обло с остатком», пазы пробивались мхом.
Распространённым типом деревянного сооружения были приказные и воеводские дворы, возводимые в кремлях уездных городов и волостных центрах. Рубились по типу жилых хором (тройней), но с более просторными главными комнатами. Известны описи построенных в 1662 году приказных изб и воеводского двора Нижегородского кремля, выстроенных деревянными избами тройней с сенями.
Одними из древнейших сооружений Нижегородского края были деревянные крепости, возводившиеся с середины XII века. За XIV—XVII были построены крепости Кишь, Сары, Курмыша, Олениной горы, Городища на реке Ватоме, Балахны, Арзамаса, Павлова-на-Оке, Васильсурска, Мурашкина, поновлены Большой и Малый остроги Нижнего Новгорода. Мощные крепостные ограды получили многочисленные монастыри края. Тынами с башнями были окружены усадьбы вотчинников и городища. Стены и башни рубленых нижегородских крепостей ставились на осыпные валы, рубились городнями (отдельными срубами) или тарасами (двумя параллельными стенами с перерубами), завершались боевыми ходами с навесными бойницами и внешней стеной (заборалом), крытой двускатной кровлей. Башни рубились четырёх-, шести-, восьмистенными и завершались высокими шатровыми кровлями. На рубеже XVII—XVIII веков, когда Нижегородский край оказался в тылу русских земель, дерево-земляные крепости повсеместно были разобраны.

### XIII—XVII века
Основная часть сохранившейся деревянной застройки Нижнего Новгорода относится к периоду XIX — начала XX веков, так как город страдал от многочисленных пожаров и постоянно перестраивался. О более ранней нижегородской деревянной архитектуре можно судить по описаниям в исторических источниках, сведениям археологических раскопок, реконструкциям и немногочисленным сохранившимся образцам деревянного зодчества.
Историки архитектуры С. М. и А. С. Шумилкины писали, что в XIII веке Нижний Новгород представлял собой типичный княжеский город с дерево-земляной крепостью и деревянным княжеским двором, располагавшимся на бровке откоса около белокаменного Архангельского собора. Малочисленная деревянная жилая застройка торгово-ремесленного населения сосредотачивалась на волжских склонах под городом.
Архитектурный облик Нижнего Новгорода XIV века определялся наличием деревянного кремля с белокаменными соборами и торга с церковью Николы. В речной панораме доминировал ансамбль Благовещенского монастыря. Из известных деревянных строений этого периода можно отметить: Мироносицкую церковь в Пушкарской слободе, Зачатьевский монастырь около торга (1355), Печёрский монастырь (1330), Предтеченскую церковь в Благовещенской слободе, Дмитриевскую церковь у верхних ворот острога.
В XV веке Нижний Новгород стал важнейшей крепостью Московского княжества. Одновременно с этим, город активно разрастался деревянной застройкой посадов. Возникли новые монастыри: Успенский и Симеоновский (1440); на Нижнем посаде возведены Петропавловская, Рождественская церковь, церковь Козьмы Демьяна. На бровке высокого откоса выстроена церковь Рождества христова. Все эти сооружения были деревянными.
В 1510—1521 годах были возведены дерево-земляные укрепления Большого острога, охватившего обширную площадь, в пределах которой город развивался до конца XVIII века. Большой острог имел протяжённость более 7 км и имел несколько проездных башен, ориентированных на основные улицы.
В XVI веке жилая застройка Нижнего Новгорода была сплошь деревянной, одноэтажной и составляла органическую среду, в которой акцентами выступали высокие объёмы церквей, увенчанных традиционным пятиглавием или шатром.
В первой половине XVII века в наиболее обжитой части города велось активное культовое строительство. В кремле возведены две деревянные церкви клетского типа. У Георгиевской башни, на бровке откоса были сгруппированы три деревянные церкви: Святого Георгия, Святого Стефана и церковь Происхожденческого монастыря.
В течение всего XVII века город страдал от многочисленных пожаров. Особенно сильный пожар охватил Нижний Новгород в 1715 году, после которого все деревянные церкви были перестроены в камне.

### Конец XVIII — первая половина XIX веков
К концу XVIII века в Нижнем Новгороде насчитывалось всего лишь 6 казенных и 20 гражданских каменных зданий. Частных деревянных домов — 899. По общему числу жилых строений в этот период город уступал Арзамасу (5 каменных и 1100 деревянных зданий) и лишь немного превосходил Балахну (12 каменных и 725 деревянных домов).
В 70-х годах XVIII века была развёрнута обширная деятельность «Комиссии о каменном строений Санкт-Петербурга и Москвы» по перепланировке провинциальных городов. В 1770 году утверждён проектный план, в соответствии с которым Нижний Новгород должен был реконструироваться. Автором плана выступил А. В. Квасов, крупный градостроитель и приверженец концепций классицизма.
Первый Генеральный план Нижнего Новгорода предусматривал зонирование территории по типу используемого материала. Преимущественно каменными домами полагалось застраивать кварталы в непосредственной близости от Нижегородского кремля и на главных магистралях. В остальных местах разрешалось возводить деревянные дома, но с соблюдением противопожарных норм. Деление в плане застройки на каменную и деревянную преследовало целью сословное зонирование расселения жителей города. На принципах плана 1770 года застройка города велась в продолжение всей первой трети XIX века.
До градостроительных преобразований конца XVIII века в Нижнем Новгороде преобладала деревянная застройка, следовавшая как древним прообразам (ставились трёхчастные избы с самцовыми бревенными под конёк торцами, украшенными прилечинами и резными охлупеневыми брёвнами), так и новым веяниям: возводились новые типы домов — деревянные на каменных фундаментах (или полуэтажах) с колонными портиками (или пилястрами) на главных фасадах и высокими (колпаком) шатровыми четырёхскатными кровлями, в которых по традиции располагались светлицы женской половины семьи (дома по ул. Ульянова, 8 и Б. Покровской, 21).
В первой половине XIX века деревянная и каменно-деревянная обывательская застройка преобладала по отношению к каменной, занимая в процентном отношении 98,5 % от общего числа зданий. По данным на 1800 год в городе числилось 1826 обывательских домов, в числе которых только 25 каменных. Каменные здания представляли собой одиночные вкрапления в застройку центральных улиц Нижнего Новгорода. Главным типом деревянных и дерево-каменных зданий на протяжении периода была городская усадьба, представлявшая собой комплекс из главного дома и одного — двух деревянных флигелей, располагавшихся по красным линиям улиц.
В художественно-архитектурном отношении деревянные усадьбы копировали стилистику каменных зданий, зачастую они также штукатурились. Архитекторы старались творчески переработать и адаптировать к местным условиям образцовые фасады, разработанные для частной застройки. Авторами проектов деревянных и каменно-деревянных домов в рассматриваемый период выступали: нижегородские архитекторы И. Е. Ефимов, Г. И. Кизеветтер, А. Е. Турмышев, М. К. Ястребов.
Росту застройки в этот период во многом способствовало перенесение в 1817 году в Нижний Новгород ярмарки из Макарьева. Под неё был отведён район Стрелки и примыкавший к ней берег Оки. За сравнительно короткий срок здесь появился большой комплекс каменных и деревянных торговых помещений, гостиниц, увеселительных заведений, пристаней и складов. К западу от ярмарки в период 1817—1824 годов выросла заново перепланированная Кунавинская слобода. За эти годы в ней было отдано под застройку 118 участков. Лучшие места, ближе в ярмарке, получила нижегородская знать: князья Грузинские, Шереветевы, помещики Турчаниновы, баронесса фон Голк. Дальние участки получили по жребию исконные канавинцы и приезжие люди менее состоятельных сословий.
В 1830—1840-х годах шли преобразования, связанные с благоустройством центра Нижнего Новгорода, где жилая деревянная застройка массово сносилась, а её жители переселялись на окраины. Из-за этого активная частная застройка велась одновременно на многих участках городской территории, а из вновь построенных деревянных домов образовывались целые улицы.

### 1850-е — 1870-е годы
К середине века деревянные жилые дома составляли около 90 % всей застройки Нижнего Новгорода. Историк архитектуры Ю. Н. Бубнов указывал, что в 1855 году в городе было 2089 деревянных домов. По данным Е. Е. Мареевой, в середине 1850-х годов из общего числа в 2343 дома каменных было лишь 254. Постепенно шли процессы размывания сословного зонирования расселения, дробления усадеб, эволюции объёмно-планировочной структуры и оформления фасадов, сочетание их с традиционным народным типом (клеть или несколько клетей с сенями). Впервые появляются значительные по масштабам деревянные и каменно-деревянные постройки с планировочной структурой, характерной для доходного дома. Декор претерпевает влияния народной архитектуры, связанной с местным традициями резьбы по дереву. Авторами проектов деревянных и каменно-деревянных домов в рассматриваемый период выступали: нижегородские архитекторы Р. Я. Килевейн, И. К. Кострюков, Н. И. Ужумедский-Грицевич, Н. А. Фрелих.
Фиксационный план Нижнего Новгорода 1848—1853 годов показывал распределение каменной и деревянной застройки в структуре города. Кварталы прилегающие к кремлю были застроены преимущественно каменными домами. Улицы Большая Покровская, Алексеевская, Варварка до пересечения с Дворянской (Октябрьской) имели в основном каменную застройку. Здесь располагались жилые дома чиновников и дворянские особняки. Ближе к окраинам застройка была в основном деревянной.
В Започаинье (Ильинской слободе) застройка была смешанной. Основная улица Ильинская, считавшаяся солидной, купеческой, была застроена по большей части каменными и каменно-деревянными домами. Параллельная ей улица Телячья (Гоголя) и кварталы идущие вдоль склонов и примыкающие к оврагам были застроены деревянными зданиями. Район Больших Оврагов (Большая Ямская и Малая Ямская улицы) имел исключительно деревянную застройку, часто так называемого крестьянского типа.
Застройка Канавино была представлена в основном каменными постройками в кварталах, которые прилегали к московскому тракту. Остальная территория, простиравшаяся вдоль окского берега, была плотно застроена деревянными обывательскими домами и хозяйственными постройками. Расположение Канавино вблизи Нижегородской ярмарки сказалось на разнообразии деревянной застройки: здесь располагалось большое количество доходных строений, гостиниц, номеров. Основная часть застройки по типу архитектуры приближалась к крестьянскому народному зодчеству.
Застройка улиц Нижнего Новгорода в этот период всё ещё носила традиционный усадебный характер. Усадьбы, формировавшие структуру кварталов, в основном были вытянуты вглубь и торцовой стороной формировали красную линию улицы. По генеральному плану 1848—1853 годов видно, что типичная нижегородская усадьба составляла комплекс из жилого дома, выходящего на красную линию, флигеля и дворовых служб. Жилые дома усадеб никогда не состыковались, сохраняя противопожарные разрывы.
Постепенно происходит изменение функциональной структуры классического городского усадебного комплекса и характера его застройки (дробление). Возникли новые типы построек — жилые флигели с квартирами, сдававшимися в наём, и торговые лавки. Застройка усадьбы максимально уплотняется: жилой дом зачастую надстраивают новыми этажами, выстраивают новые флигели, подчас сопоставимые с главным домом по масштабу, выстраивают надворные постройки. Желание домовладельцев максимально увеличить полезную площадь приводит к возникновению брандмауэрной застройки — дома пристраивали вплотную друг к другу по красной линии улиц.
После 1861 года, с отменой крепостного права, Нижний Новгород стал развиваться особенно активно, став крупнейшим торгово-промышленным центром, чему способствовал массовый приток крестьян в город (урбанизация).

### Конец 1870-х — 1890-е годы
На данный период пришлось формирование значительной части всей деревянной и смешанной застройки города. На периферии Нижнего Новгорода она составляла крупные градостроительные массивы, а в центре стала уже лишь отдельными вкраплениями в каменную застройку. При том, что сохранился усадебный характер деревянного жилья с рядовым и угловым расположением в структуре квартала, значительное распространение приобрёл брандмауэрный тип застройки.
Деревянные усадьбы испытывают на себе влияние каменной городской архитектуры домов-особняков, для которых были характерны завершённые фронтонами ризалиты и эркеры, застеклённые веранды. В объёмно-пространственной структуре деревянного дома возникают акценты, увеличивается протяжённость их фасадов.
Проекты деревянных и смешанных домов в этот период прорабатывали местные архитекторы: Н. Д. Григорьев, И. К. Кострюков, В. М. Лемке, Н. А. Плотников.
В период с 1871 по 1891 год городские власти выдали 2170 разрешений и утверждённых чертежей на постройку деревянных домов и 679 — на постройку смешанных. Известно, что деревянные дома не более чем в три окна по главному фасаду возводили бедные домохозяева. Городская управа бесплатно составляла чертежи для таких домов. В 1877 году в Нижнем Новгороде было 849 каменных и 2842 деревянных дома, из них частных 740 каменных и 277 деревянных (остальные принадлежали казне, церкви и городу). Через десять лет общее количество домов выросло на четверть и достигло 4304 дома, из которых 3294 были деревянными.
На городском плане от 1883 года указано распределение кварталов каменной и деревянной застройки в структуре Нижнего Новгорода. Каменное ядро центральной части несколько расширилось по сравнению с планом 1853 года. Кварталы с преимущественно деревянной застройкой распространились до юго-восточной границы города, сформировав новое городское пространство между Звездинкой и улицей Белинского. В 1897 году в городе насчитывалось 8980 зданий, из них деревянных — 3980.

### Конец XIX — начало XX веков
К началу XX века общее число деревянных домов в процентном отношении несколько сократилось и составляло 75 % от всей застройки, однако общее их число выросло до 65 тысяч. В застройке улиц центральных районов города деревянные и каменно-деревянные строения составляли 85—87 %, за исключением района Рождественской стороны (территория Рождественской улицы и Започаинья), где их количество составляло 60 %.
Многоквартирные деревянные дома стали составлять значительную часть вновь возводимых зданий. В объёмно-пространственном отношении на них сильно влияли каменные дома эпохи эклектики.
Архитекторами деревянной и смешанной застройки данного периода были П. А. Домбровский, К. Карташёв, С. А. Левков, К. Назаров.
После проведения Всероссийской художественно-промышленной выставки в 1896 году, её территория была отдана под парк-сад, а вокруг сформировался новый селитебный район — Выставочный (Ново-Выставочный) посёлок, официально включённый в черту города в августе 1900 года. Причиной освоения района стал разрушительный пожар на южной окраине Канавина 2 августа 1898 года, уничтоживший Катызовскую слободу. Слободу решили не восстанавливать, а погорельцев переселить. Продажа участков завершилась к середине 1900-х годов. Заселили район мещане, бывшие крестьяне и отставные чины. Застройка Выставочного посёлка была преимущественно деревянной, состояла из одно- двухэтажных домов, с лаконичным архитектурным обликом и добротным накладным декором.
Из примечательных зданий деревянной промышленной архитектуры стоит упомянуть комплекс коттеджей в стиле модерн, построенных для работников телефонной фабрики «Сименс и Гальске» на Азовской улице.

### Советский период
В советский период в основном шёл процесс постепенного уничтожения деревянной застройки города. 1917—1941-е года были отмечен огромными потерями в историко-архитектурном наследии, в основном в храмовом зодчестве. В 1940-х — 1950-х годах возродился интерес к деревянному зодчеству, которое в 1920-х — 1930-х годах воспринималось уничижительно, как своего рода фольклор, не достойный стоять на одном уровне с каменной архитектурой.
После 1955 года с изменением общего курса советской архитектуры началось массовое гражданское строительство индустриальным методом по типовым проектам. Для расчистки территорий под новое строительство были впервые предприняты масштабные сносы исторической застройки, основу которой составляли каменные и деревянные дома периода эклектики и модерна, откровенно мешавшие государственной строительной индустрии.

### Современный период
На 2014 год наследие деревянной и каменно-деревянной архитектуры XIX — начала XX веков составляло не более 5 % всей исторической застройки Нижнего Новгорода. Основными районами её распространения являлись:
- Започаинье (Ильинская слобода) по улицам: Ильинской, Нижегородской, Сергиевской, Маслякова, Гоголя;
- фронт застройки по улицам: Большой Печерской, Грузинской, Ковалихинской, Нестерова, участков улиц Горького и Белинского;
- крупные фрагменты и образования в районе: улиц Короленко, Славянской, Студёной, Новой, по чётной стороне Плотничного переулка;
- территория Больших Оврагов: улицы Малая Ямская, Шевченко, 3-я Ямская;
- в районе площади Сенной: окраинный отрезок улиц Большой Печерской, Ново-Солдатской и Тургенева;
- Канавино: по улицам Алёши Пешкова, Канавинской, Литвинова, Долгополова и Чкалова[29].
- район старого Сормова: улицы Коминтерна, Большая Починковская, КИМа[32].

В пределах исторической части Нижнего Новгорода жилые дома XIX — начала XX веков выполненные полностью из дерева составляли 65 % всей деревянной и смешанной застройки и насчитывали около 500 объектов. Из них к памятникам истории и культуры причислено 28 объектов, 156 являлись ценными и около 285 рядовыми объектами историко-градостроительной среды.
Наибольшую группу (75,5 %) каменно-деревянных домов (35 % от всей деревянной и смешанной застройки исторического центра, включая Канавино) составляли двух-трёхэтажные жилые дома с каменным первым этажом или полуэтажом и деревянными верхними этажами. Насчитывалось около 200 построек данного типа, из которых 14 памятники, 102 относились к ценным объектам историко-градостроительной среды.

## Архитектурные стили и направления

### Русский классицизм
В период русского классицизма конца XVIII — середины XIX веков все жилые дома в городе строились по высочайше утверждённым образцам, в том числе и деревянные, что придавало застройке упорядоченность и однородность. В конце XVIII века архитектор Я. А. Ананьев создал для города несколько типовых проектов деревянных домов. Для состоятельных людей и чиновников возводились дома на каменном цоколе, строгие в объёмно-пространственном решении, определяющую роль в оформлении которых играл ордер — чаще всего колонные портики главного входа (дом по ул. Ульянова, 10а). Для купцов и промышленников возводились дома на каменном фундаменте или служебном полуэтаже, с мезонином, но без колонн и пилястр на фасаде (дома по ул. Ильинской, 98 и 112, ул. Б. Покровской, 44).
Главной особенностью деревянной архитектуры классицизма являлось её подражание каменному зодчеству. К немногочисленным сохранившимся постройкам такого типа, зачастую перестроенным, относятся дома:
- № 12 по улице Академика Блохиной (Дом А. А. Чистяковой, арх. Г. И. Кизеветтер, 1841)
- № 15 по улице Семашко (дом А. П. Чегодаева, 1850-е гг.)
- № 36 по улице Ошарской (арх. И. Е. Ефимов, 1834)
- № 8 по улице Варварской (дом Щелоковых, 1820-е гг.)
- № 8 по улице Ульянова (дом М. Лавровского, 1790-е гг.)
- № 7/20 по улице Семашко (дом Аверкиевых, 1790-е гг.)
- дом А. Клочковой, перенесённый с перекрёстка Варварской и Академика Блохиной в музей архитектуры и быта народов Нижегородского Поволжья (арх. Г. И. Кизеветтер, 1837)[35].

В каменно-деревянном зодчестве города стилистическое и морфологическое единство классицистического декора кирпичной и деревянной частей достигалось тем, что декор деревянной части копировал архитектуру каменных зданий. Господство принципов русского классицизма в стилистике деревянных зданий стало размываться в 1830-е — 1840-е годы. Начался переходный этап от классицизма к ранней эклектике, в основном, за счёт обогащения фасадов декоративными элементами.

### Традиционное народное направление
Окраинные районы города, не прерывавшие связей с русской деревней (Печёрская слобода, территория вдоль древней дороги из Балахны в Нижний Новгород у сормовского завода, район Всесвятского кладбища), с конца XVIII — до середины XIX века продолжали застраиваться деревянными домами, обильно украшенными глухой резьбой. В самом Нижнем Новгороде народное направление деревянной архитектуры, развитие которого было прервано периодом господства классицизма с его образцовыми фасадами, снова заявило о себе в середине XIX века, когда стало совершенствоваться и приспосабливаться к городским условиям традиционное крестьянское жилище, находившееся как раз на окраинах города и в окружавших его поселениях. В итоге, двухэтажный городской доходный дом и до некоторой степени одноэтажный индивидуальный, утратив функциональную связь с сельским жилищем, сохранил типичный для последнего декор, несколько видоизменившийся, усовершенствованный.
Широкое строительство деревянных домов в Нижнем Новгороде и окрестностях базировалось на наличии крупных лесных массивов, развитии плотничного, бондарного и щепного дела, сооружении речных судов, украшавшихся глухой резьбой. К началу XIX века выработался уникальный тип нижегородского деревянного жилища: под одной крышей объединялись несколько ячеек-срубов с летними и зимними жилыми комнатами, сенями, чуланом и двор с поветью. Подобными домами крестьян и ремесленников застраивались окраины и слободы Нижнего Новгорода. Пока в архитектуре деревянных особняков и индивидуальных домов состоятельных горожан, созданных по авторским проектам, превалировали характерные черты стилевых направлений, постройки большинства горожан мещанско-крестьянского сословия, формировавшиеся под влиянием вкуса заказчиков и опыта мастеров строительных артелей, представляли собой смешение приёмов стилевой архитектуры и местных традиций.
К середине XIX века конструкция и внешний вид народного дома изменились: безгвоздевая кровля сменилась усовершенствованной стропильной, бревенчатый щипец — дощатой обшивкой. Стык кровли и стены прикрывался лобовой доской, над которой возводился карниз. Крыша стала представлять из себя фронтон, подобный классическому фронтону городского и помещичьего домов. Новые технологии строительства позволили делать подшивной карниз по всему периметру здания, а под ним размещать модульоны и кронштейны, значительно увеличивать размеры окон. Положение об устройстве губернского города Нижнего Новгорода от 1836 года стимулировало возведение зданий на каменных или кирпичных фундаментах. Стали строить всё больше полукаменных домов, с каменным нижним (или полуподвальным) и деревянными верхними этажами.

### Эклектика
В 1850-е — 1860-е годы в деревянной архитектуре проявились черты перехода к зрелой эклектике, отразившиеся и в видоизменении декора фасадов, и в объёмно-пространственной и фронтальной композиции домов. В 1870-е — 1890-е годы развивались художественные приёмы эклектики, перешедшей последовательно в зрелую, после — в позднюю стадии развития. В строительстве деревянных домов отразился широкий спектр стилистических направлений господствовавшего стиля: академической эклектики, неоренессанса, фольклорного варианта русского стиля. Вместе с тем шёл активный процесс взаимодействия городской деревянной и каменно-деревянной архитектуры с традициями настоящего народного зодчества, выразившийся в основном в разнообразии мотивов и способов декоративной обработки фасадов.

#### Академическая эклектика
Академическая разновидность эклектики, включавшая все варианты «классицистических стилей» — неогреческий, неоренессанс, необарокко, неорококо и поздний классицизм, развивалась в рамках архитектуры каменных строений. Профессиональная деревянная архитектура Нижнего Новгорода перенимала приёмы каменной архитектуры, как в плане объёмно-пространственной композиции, так и в декоре деревянных домов. Типичным для деревянной академической эклектики был симметричный плоскостной фасад.
Характерным примером академической эклектики второй половины XIX века была усадьба В. М. Лемке на перекрёстке улиц Славянской и Новой. Центральное строение усадьбы (1891) являлось типичным примером деревянного дома, копировавшего архитектуру каменных зданий: его украсили выполненные из дерева детали, свойственные штукатуренным домам — пилястры, наличники с колонками, карниз с кронштейнами и меандровым поясом. В академической эклектике были выстроены деревянные: усадьба мещанки С. П. Потаповой, дом арзамасского мещанина В. С. Аркадьева (1884, арх. И. К. Кострюков).
Каменные дома в 1870—1880-х годах строились с использованием ренессансных форм. Данная тенденция отразилась и на деревянной архитектуре, зачастую в виде перестройки старых домов (деревянные дома на каменных цокольных этажах при хорошем содержании кровли были долговечными). Архитектор А. Плотников в 1882 году перестроил в ренессансном стиле дом наследников М. Аверкиева (1806) на Большой Печёрской улице. Он же в 1880-е годы руководил переустройством в ренессансном стиле дома мещанки Ф. Торсуевой (1839; снесён).
Характерными примерами академической эклектики, но с упрощёнными и более крупными формами в декоре и пространственной композиции, стали: особняк усадьбы А. Д. Жадовской — М. М. Рукавишникова (1889, уничтожен фасадизмом) и флигель усадьбы В. М. Рукавишникова (1888).

#### Русский стиль
Антиакадемическая разновидность эклектики включала романтическое («готика»), национальное (русский стиль) и рационалистическое направления. В деревянной архитектуре в основном проявил себя русский стиль, который не был однородным. Академическое направление русского стиля (русско-византийский стиль) находило отражение исключительно в каменном культовом зодчестве. Параллельно ему возникло неофициальное антиакадемическое течение, так называемый демократичный вариант стиля (стиль Ропета — Гартмана), связанный с народничеством и ставший ведущим в 1860—1870-х годах. В 1870-х годах демократический стиль угасает, но одновременно формируются «археологическое» и «почвенническое» направления. В 1880—1890-х годах оживает, видоизменившись, официальный академический русский стиль. В антиакадемическом направлении внутри эклектики в Нижнем Новгороде в целом преобладали «почвеннический» и фольклорный (стиль Ропета — Гартмана) варианты стилизаторства, последний наиболее ярко отразился в массовой деревянной застройке города, что отличало Нижний Новгород от столиц, где деревянное зодчество практически отсутствовало.
После признания в России и за рубежом работ И. Н. Петрова-Ропета в деревянном стиле с пропильной резьбой на тонких досках (Соляной городок в Санкт-Петербурге, 1877; Русский павильон на Всемирной выставке в Париже, 1878), подобным образом стали украшать дома и в Нижнем Новгороде: дом Алелекова на Архангельской улице (1885, арх. Н. Григорьев), Чайный павильон в Кремле (1906, арх. Н. И. Хинский), Коммерческий клуб на Откосе (1908, арх. П. П. Малиновский).
В Нижнем Новгороде одним из первых архитекторов, проектировавших дома в русском народном стиле, стал И. Кострюков, выполнивший проект двухэтажных доходных домов для жены надворного советника Е. И. Богоявленской. Хотя автор не смог преодолеть влияние академической эклектики при проектировании, в зданиях была выражена «народность» архитектуры, посредством формального использования пропильной резьбы, выполненной в соответствии с проектом.
В Нижнем Новгороде практически не сохранились постройки в стиле Ропета — Гартмана. Большинство домов с пропильной резьбой на тонких досках разрушились со временем. Сооружения Всероссийской торгово-промышленной выставки 1896 года, в том числе выполненные в народном стиле павильоны Рязанско-Уральской железной дороги, садоводства и другие, были разобраны. Сохранился дом В. И. Смирнова по улице Дальней, представлявший собой скромное подражание демократичному стилю. Ропетовский стиль оказал влияние на оформление фасада дома купца Н. Заплатина (ул. Ильинская, 160; снесён).
В 1870-е годы архитектор, историк и археолог Л. В. Даль, заведовавший русским отделом журнала «Зодчий», одним из первых подверг резкой критике русско-византийский стиль, основав новое направление русского стиля — «археологическое». Основоположником второго направления, «почвенного», был В. И. Шервуд. Даль, исследовавший народную архитектуру Поволжья и активно работавший в Нижнем Новгороде, оказал большое влияние на своего помощника Р. Я. Килевейна. Увлёкшись глухой резьбой тот спроектировал и построил в 1870—1871 годах в «археологическом» стиле дом П. Климову, основу декоративного убранства которого составили панели с Нижегородской глухой резьбой по дереву.

### Деревянный модерн
Стиль модерн, преимущественно рационального направления, иногда в сочетании с приёмами неорусского стиля, оставил весомый вклад в нижегородской деревянной архитектуре. Он применялся не только при возведении доходных домов и особняков, но и в обывательской застройке горожан крестьянского сословия и разночинцев. В целом, возведение в начале XX века большого количества деревянных домов, которые зачастую определяли архитектурный облик исторических нецентральных улиц, отличало нижегородскую архитектуру от столичной. Ведущим мастером модерна начала XX века С. А. Левковым было построено множество функционально различных деревянных зданий в Нижнем Новгороде: дом М. Н. Абрамовой на Малой Перекрёстной улице (1905), дом Н. Ф. Скворцовой на Провиантской улице (1907), лавки Н. С. Бузина на углу Б. Покровской и Звездинки (1908), службы П. И. Платоновой на Б. Покровской улице (1910). Интересным архитектурным решением в стиле модерн отличалось здание Коммерческого летнего клуба (1908, арх. П. П. Малиновский), известное как Клуб охотников, выстроенное на террасе Волжского откоса, вблизи Георгиевской башни кремля в начале Александровского сада. Сложный силуэт и формы крыш были рассчитаны на визуальное восприятие как с Верхне-Волжской набережной, так и с Волги. Объёмы уступами поднимались вверх, подобно естественному основанию — террасированному откосу. Здание не сохранилось. Клуб был разобран в начале 1950-х годов.
Декоративная линия модерна оказала влияние лишь на отдельные деревянные постройки города. Утраченный доходный дом М. И. Сизовой (Звездинка, 10-в; арх. С. А. Левков; 1907) являлся выразительным примером данного направления. Рядом с ним располагался двухэтажный рубленый дом М. Арсакова (Звездинка, 10; снесён), также выстроенный Левковым. Дом был выполнен в декоративном модерне, с наличниками сложной формы, напоминавшими болотные растения. В 1898 году Г. Беекер построил двухэтажный деревянный дом в русском стиле в Холодном переулке, № 1/11. В 1912 году К. Хекберг купил дом и перестроил его в стиле декоративного модерна, оштукатурив фасады и украсив их сложным растительным и геометрическим орнаментом.
Рационалистическая линия воплотилась в достаточно оригинальных архитектурных приёмах, связанных со свойствами дерева, как строительного материала. Отличительной чертой нижегородского деревянного модерна были плавные изогнутые линии кровель, наличие эркеров, башенок, пластичный рисунок дверей и оконных переплётов, своеобразные формы и мотивы декора (имитация фахверка, различные типы обшивки, флоральный и зооморфный декор). Лучшие образцы направления, дома № 18 и № 20 по улице Ошарской, были снесены в 1980-х годах. Сохранившимся ярчайшим примером рационального направления модерна является доходный дом Е. А. Березина (ул. Маслякова, 14; 1913—1914). Другим примером интерпретации рационального модерна являлся дом архитектора П. А. Домбровского (Новая, 31; 1907). Жилой дом усадьбы А. Н. Седова (Студёная, 49/6; арх. С. А. Левков; 1904—1906) сегодня выступает градостроительным акцентом, формирующим один из наиболее интересных участков деревянной застройки в районе церкви Трёх Святителей на улице Короленко. Примером сочетания приёмов рационального модерна и мотивов русского стиля можно назвать жилой дом крестьянина П. Л. Чардымова (Большая Печёрская, 54; арх. С. А. Левков; 1911).
Последний раз рационалистическая ветвь модерна заявила о себе в архитектуре Нижнего Новгорода в 1920-х годах, при первой попытке массового жилищного строительства. Осенью 1922 года было принято решение о строительстве рабочего посёлка в Канавинском рабочем районе. Разработкой проекта занимался архитектор В. К. Сероцинский, выполнивший его в традиции города-сада, чрезвычайно популярной идее рубежа XIX—XX веков. Одноэтажные деревянные домики на две квартиры были выполнены в стилистике рационального модерна, без декоративных элементов. На 2012 год сохранилось восемь домов в границах улиц Зеленодольской, Спартака, Николая Пахомова и Войкова.

### Ретроспективизм
- Неорусский стиль

После стремительного угасания модерна в начале XX века в Нижнем Новгороде строилось значительное количество деревянных домов, формы и декор которых заимствовались из древнерусской архитектуры (неорусское направление ретроспективизма). В украшении деревянных зданий применялись килевидные кокошники кровель и наличников, кубоватые столбы опор крылец, с гирьками-висягами и др. Характерным примером был не сохранившийся дом Н. И. Ремезова на Гребешке (1912, арх. К. Назаров). Тяготел к неорусскому стилю снесённый в 2010-е годы дом О. Макаровой на ул. Нестерова (после 1905 года). В его архитектуре, под влиянием новых идей романтического модерна, детали имели большую скульптурность: укрупнённые, стилизованные, выполненные в одной манере, они представляли собой свободные композиции на тему русского узорочья XVII века.
В советский период неорусский стиль был использован при строительстве станций Горьковской детской железной дороги. В 1930-е годы архитектором управления Горьковской железной дороги С. Р. Бажаном был разработан проект станции «Пушкино». Деревянное здание вокзала станции было оформлено по мотивам сказок А. С. Пушкина, в виде резного сказочного теремка, представляя собой авторское переосмысление неорусского стиля. Станция была разобрана в 1960-е годы.
- Неоклассицизм

В конце 1900-х годов в архитектуре деревянных и особенно каменно-деревянных домов возникает влияние русского неоклассицизма. Типичными примерами являлись четыре дома, построенных в 1910-х годах: дом купца Власова (ул. Студёная, 5; снесён), дом хирурга П. Михалкина (ул. Нестерова, 37), дом церковного старосты К. Нарышкина (ул. Шевченко, 16) и дом резчика-краснодеревщика М. Логинова (ул. Б. Перекрёстная, 36). В целом, дома такого типа архитектуры отличала аскетичность убранства. Дом Власова с симметричными фасадами, с ризалитами по краям, был украшен в деревянной части досками имитирующими формы тосканского ордера. Дома Михалкина и Нарышкина были выполнены в неоренессансном направлении неоклассицизма; дом Логинова — в необарочном.

### Протоконструктивизм
Эволюционное развитие русской архитектуры с преобладанием историзирующей линии на рубеже XIX—XX веков было прервано революцией 1917 года. Последним этапом массового малоэтажного деревянного жилищного строительства в Нижнем Новгороде стали 1920-е годы. В это время возник протоконструктивизм — переходный этап от ретроспективизма к конструктивизму. В отличие от Европы, где посёлки для рабочих застраивались стандартными блокированными домами из железобетона, и от столичных городов, где малоэтажное строительство велось из кирпича, в Нижнем Новгороде преобладало массовое возведение зданий из дерева. Однако, оно кардинально отличалось от традиционного городского и крестьянского жилища тем, что это была профессиональная архитектура, с выраженной асимметричной композицией, выступающими объёмами лестниц и веранд и полным отсутствием декора.
В 1922—1923 годах в СССР шла дискуссия о том. каким должно быть социалистическое расселение, в ходе которой была выдвинута концепция города-сада — поселения среднего размера с малоэтажной застройкой и сплошным озеленением. Первые градостроительные преобразования пришлись на 1924—1925 года, когда по всей стране стали появляться временные барачные городки, возводившиеся из дешевых материалов и облегченных конструкций. В Нижнем Новгороде самым первым и важным градостроительным мероприятием стало строительство рабочего посёлка на Молитовских буграх в Канавине. Так называемый город-сад имени В. И. Ленина был заложен первого мая 1925 года, и получил обывательское название Ленинского городка. За пять месяцев было возведено сто типовых четырёхквартирных деревянных двухэтажных домов.
В 1931 году в городе была разработана программа строительства одноэтажных деревянных домов, но её реализация не состоялась. Трест «Стандартгорпроект» предложил повысить этажность домов до двух и застроить ими квартал в северной части Соцгорода. В том же году в юго-восточной части Соцгорода был возведён временный «американский» посёлок для американских специалистов ГАЗа. Приокский посёлок занимал 21 га и состоял из тридцати одно-двухэтажных и трёхэтажных деревянных каркасных оштукатуренных домов типа «коттедж», а также дома директора и дома финской коммуны «Цемент», интернациональной школы, клуба, детского сада, магазинов. Посёлок не сохранился.
Крупнейший сохранившийся ансамбль деревянных зданий 1920-х годов — так называемый «Красный квартал» (1927—1928, арх. Б. Н. Гринёв). Деревянные двухэтажные здания были построены жилищным кооперативом «Красный просвещенец» по единому проекту на окраине исторического центра города (между Тверской и Ашхабадской улицами). В советское время здесь проживали представители интеллигенции: учителя, служащие и инженерные работники. В 2003 году жители объединились в противостоянии застройщикам, которые намеревались снести квартал, благодаря чему он сохранился до настоящего времени.

### Советский неоклассицизм
В 1930-е — 1950-е годы в Горьком было построено несколько уникальных для своего времени деревянных зданий в стиле советского неоклассицизма. В 1944 году в Автозаводском парке был построен не сохранившийся летний кинотеатр «Родина» (арх. Б. М. Анисимов). Выполнен из дерева, с одним залом. Главный северный фасад, завершённый полуфронтоном, решён с использованием темы трёхпролётной триумфальной арки, которая оформляла глубокую лоджию. Протяжённые восточный и западный фасады были оформлены открытыми галереями-аркадами. В аркадах использовались приёмы и декоративные элементы разных эпох: принцип римской арочно-ордерной ячейки; тройное итальянское окно; лёгкая готическая стрельчатость широких арок; диагональная прозрачная решётка из тонких брусьев над арками, напоминающая о парковых деревянных беседках; неоклассический ордер с пилястрами и пилонами, завершёнными зубчатыми капителями, с навершиями в виде восьмиконечных звёзд. Деревянные аркады служили главной архитектурной темой в облике здания, придавая ему ажурность и декоративность, что послужило поводом историку, публицисту и культурологу К. Кобрину назвать кинотеатр «пролетарской Альгамброй».
Сохранились главные ворота Автозаводского парка, выполненные из дерева и имеющие композицию, сходную с триумфальными арками. Предположительно, автором является архитектор Б. М. Анисимов, проектировавший ограду парка и кинотеатр «Родина». Ворота образуют единую композицию с дугообразными в плане глухими участками ограды, фланги которых акцентированы небольшими башенками-павильонами, напоминающими парковые беседки с ажурными диагональными решётками и полуциркулярными аркадами. Данными строениями организуется небольшая открытая площадка, обращённая в сторону площади И. Киселёва и Молодёжного проспекта.
В 1935 году был построен утраченный летний театр (кинотеатр) в парке им. Я. М. Свердлова (арх. А. Ф. Жуков, В. Н. Рымаренко). Здание являлось необычным для тех лет, с точки зрения конструктивного решения — было полностью выполнено из дерева: прямоугольник зала окружён летним фойе — крытой галереей на деревянных колоннах; стойки, балки и другие конструкции выполнены на основе треугольной формы. В целом, здание было исполнено в авторской интерпретации ордерной системы и исторически опиралось на архитектуру греческих храмов, в частности, Парфенона.

## Объёмно-пространственная композиция
Развитие объёмно-пространственной композиции деревянных домов Нижнего Новгорода шло по пути изменения классицистических образцовых типовых проектов первой половины XIX века посредством усложнения: наращивания и комбинирования объёмов (клетей), разделения строения на различные функциональные зоны, пристройки террас, эркеров, веранд, возникновения вертикальных акцентов — башен и эркеров, увенчанных шатрами. Развитие каменно-деревянных домов шло по пути увеличения масштаба, протяжённости фасадов.
В первой половине XIX века были распространены 3 типа объёмно-пространственного построения деревянных зданий, основанных на «образцовых» фасадах:
- Первый тип: компактный параллелепипед; главный фасад симметрично-осевой, завершён фронтоном.
- Второй тип: двухъярусный дом с мезонином; иногда с пилястровым портиком по центру фасада, иногда без него.
- Третий тип: многооконный протяжённый по горизонтали параллелепипед с гладким фасадом, завершённый вальмой[33].

В тот же период композиции каменно-деревянных домов также делились на три типа:
- Первый: деревянный этаж поставленный на каменном полуэтаже; объём — параллелепипед; парадный фасад симметрично-осевой в три или пять световых осей; завершён фронтоном.
- Второй: деревянный этаж также поставлен на каменном полуэтаже; объём — протяжённый по горизонтали параллелепипед; пять осей света; кровля вальмовая.
- Третий: два деревянных яруса на каменном полуэтаже; второй ярус — мезонин (двусторонний или крестовой); фасад симметрично-осевой в пять световых осей[59].

Во второй половине XIX века возводятся уже одно- двухэтажные дома, на которые повлияла традиционная народная архитектура:
- Первый тип: объём — параллелепипед с двускатной кровлей и боковым прирубом.
- Второй: параллелепипед с мезонином и боковым примыканием сеней.
- Третий: горизонтально-протяжённый параллелепипед с вальмовой кровлей и боковым примыканием сеней.
- Четвёртый: горизонтально-протяжённый параллелепипед с симметрично-осевым решением фасада, с центральной или крайними осями, обозначенными ризалитами и увенчанными фронтонами[60].

В тот же период композиции каменно-деревянных домов также делились на три типа, на которых сказалось развитие традиционной народной архитектуры:
- Первый: деревянный на каменном этаже параллелепипед в 3-4 оси света с двускатной кровлей, сбоку — полукаменные или дощатые сени.
- Второй: деревянный на каменном этаже параллелепипед в 3-5 осей света с вальмовой кровлей, сбоку — полукаменные сени.
- Третий: деревянный на каменном этаже двухуровневый параллелепипед в 4-5 осей света с вальмовой кровлей, деревянным мезонином и полукаменными сенями сбоку[61].

В конце XIX — начале XX веков возводятся одно- двухэтажные дома, на которые повлияла архитектура каменных особняков поздней эклектики и модерна:
- Первый тип: одноэтажный дом-особняк из нескольких объёмов, с асимметричной композицией парадного фасада, подчёркнутой ризалитами, фронтонами.
- Второй: двухэтажный многооконный дом; объём — горизонтально-протяжённый параллелепипед с вертикальными акцентами кровельных завершений в виде щипцов, башен.
- Третий: двухэтажный многооконный дом; горизонтально-протяжённый параллелепипед с выступающими элементами в виде эркеров, веранд, балконов.
- Четвёртый: двухэтажный доходный дом со срезанным в плане углом, т. н. «утюжок»[62].

В тот же период композиции каменно-деревянных домов, на которые повлияла архитектура каменных особняков поздней эклектики и модерна, делились на четыре типа:
- Первый: деревянный на каменном этаже горизонтально-протяжённый параллелепипед с выступающим акцентом, в виде эркера с шатром или башни.
- Второй: деревянный на каменном этаже дом со сложной композицией из нескольких объёмов и комбинированной кровлей из сочетания фронтона и вальмы.
- Третий: деревянный дом с каменной проездной аркой.
- Четвёртый: деревянный дом с каменным объёмом лестничной клетки[63].

## Планировка и функциональность

### Общие типы планировок
В плане функционально-планировочной организации деревянные и каменно-деревянные дома делились на несколько типов, испытавших на себе сильное влияние традиционного для Нижегородской губернии жилища:
- Однокамерный дом (клеть с сенями).
- Двухкамерный (пятистенок).
- Трёхкамерный (шестистенок).
- Крестовик[64].

Наибольшее распространение получил пятистенок в один — два этажа с двумя клетями, разделёнными поперечной стеной, с пристроенными вдоль бокового фасада холодными сенями (планировка, характерная для крестьянских изб). С течением времени сформировался сложный тип деревянного жилого дома, состоящий из разных объёмов уникального функционального назначения. Внутренняя планировка отдельных блоков была, по классицистической традиции, зачастую анфиладной.
В период классицизма основной тип планировки — пятистенок (реже шестистенок). Наиболее простой тип жилого дома — с двухчастной планировкой: одна жилая клеть, к которой сбоку примыкали сени. В зависимости от площади дома, пространство могло делиться на «переднюю» и «заднюю» половины. В задней половине ставилась русская печь, а помещения передней отапливались голландскими печами.
С середины XIX века начинается перепланировка внутреннего пространства путём устройства перегородок, появляется трёхчастный жилой дом состоящий из двух клетей, соединённых сенями или из жилой клети и кухонного блока, соединённых сенями. Каждая клеть отапливалась русской печью отдельно. Впервые появляются деревянные доходные дома с галерейной и коридорной планировкой. Большое распространение получают дома, поделённые на две половины (восходящие к крестьянскому пятистенку). В каждой половине устраивались изолированные квартиры с отдельными входами. В зависимости от положения русской печи ставились перегородки, делившие квартиры на несколько помещений: гостиную, спальню, кухню, прихожую.
На конец XIX — начало XX веков пришлось формирование доходных домов секционного типа, с лестничными клетками и двумя (четырьмя) отдельными квартирами на каждом этаже. Стали комбинироваться традиционные типы планировки (пятистенки) с крестовым построением дома с шестью капитальными стенами. В планировке деревянного жилого городского дома впервые появляются распределительные пространства — холлы. Характерный пример постройки с усложнённой структурой планировки — двухэтажный дом № 1 по улице Славянской (1911 год) в плане близкий к квадрату. Капитальные стены делили строение на две жилые ячейки с расположенными между ними лестничными объёмами, продольная стена делила пространство каждой ячейки на две квартиры. Объёмно-планировочное решение, как и весь облик дома, соответствовали зарождавшейся тенденции рационализма в архитектуре.

### Традиционная планировка
Главным признаком, определяющим типологизацию традиционного дома, в том числе городского, исследователи называют его планировочную структуру. Для Нижнего Новгорода были характерны несколько видов планировочной структуры, восходящих к народному типу жилья:
- Однокамерный дом (четырёхстенок): простая рубленая клеть с пристроенными дощатыми сенями. Такой тип дома часто строился как флигель при главном доме. Небольшие двух-трёхоконные дома со срубом в плане близкие к квадрату получили распространение в среде небогатых мещан, составляя окраинную и внутриусадебную застройку. В простом варианте внутреннее пространство таких домов было свободным от перегородок, значительную часть его занимала русская печь. Со временем пространство стало делиться на переднюю половину с угловой печью и заднюю, где располагалась русская печь. Характерным примером служил жилой флигель крестьянина И. Белякова (ул. Белинского, № 68, 1903 год, снесён), пространство которого было поделено на четыре части внутренними перегородками, а в центре располагалась русская печь. Внешний облик такого трёхоконного дома имел несложный декор.
- Изба со «связью» (трёхчастная), образовывалась путём пристройки к сеням второй клети. Один из самый ранних типов народного жилища, применявшийся во всех районах Нижегородской области. Городской вариант состоял из двух жилых клетей, соединённых сенями и применялся в течение всей второй половины XIX века в частных небольших домах и крупных доходных. Классический пример — жилой дом мещанина А. Маякина 1840-х годов (стоял на месте современных домов № 12 и 12а по ул. Новой, снесён). Представлял собой вытянутую перпендикулярно улице постройку под двускатной кровлей с трёхоконным фасадом, завершённым треугольным фронтоном. Во второй половине XIX века появились двухэтажные дома такого типа, часто располагавшиеся вдоль красных линий улиц «городским» способом и имевшие по две квартиры на этаже, сдававшиеся в аренду.
- Пятистенок, распространившийся во второй половине XIX века, вытеснил дома со «связью». В Нижнем Новгороде пятистенки традиционно располагались торцом к линии застройки. Основу пятистенка имели большое количество домов в три окна под двускатной кровлей, составлявшие средовую застройку. Классический пример — дом А. Н. Бибихина на ул. Короленко, № 16, 1876 года постройки. Если пятистенок ставился протяжённым фасадом вдоль красной линии, то капитальная стена делила дом на ячейки-квартиры, вход в которые располагался в одном или нескольких лестничных блоках. Типичный пример — декорированный в духе национальной русской архитектуры двухэтажный дом Е. А. Таланова (ул. Горького, № 272, 1904 год).
- «Крестовой» дом, состоящий из шести капитальных стен, характерный для северных районов области, применялся в городском зодчестве редко. Примером служил двухэтажный жилой дом крестьянина В. Ф. Рогачёва (ул. Горького, № 87, 1885 год, арх. Григорьев, снесён), чья структура отвечала конструктивному принципу дома-крестовика. Дом был интересен и тем, что являлся примером своеобразной интерпретации принципа домов-двоен, характерного для народного зодчества. Тип «крестового» дома трансформировался в виде возведения вплотную к существующему дому жилого флигеля, часто через брандмауэр[39].

### Функциональность
По функциональному назначению деревянная застройка Нижнего Новгорода также претерпела эволюцию. В первой половине XIX века было два функциональных типа деревянного дома:
- Индивидуальный жилой деревянный дом.
- Усадебный дом-особняк.

С середины XIX века наибольшее распространение получил:
- Доходный многоквартирный дом.

Каменно-деревянные постройки обладали большим типологическим функциональным разнообразием. Помимо перечисленных, были распространены:
- Сочетание деревянного жилого объёма и лавки в каменном первом этаже.
- Деревянного жилого объёма и каменного хозяйственно-складского этажа.

В конце XIX — начале XX века появился новый тип каменно-деревянного строения:
- Дом с гостиничной функцией[65].

## Архитектурно-художественные особенности

### Декор
- Варианты оформления наличников

К особенностям декора нижегородских деревянных и каменно-деревянных домов специалисты относят использование классицистических и в большей степени эклектичных приёмов. В художественной и образно-символической плоскости деревянный резной декор напрямую связан с традиционной культурой Нижегородского Поволжья и народными промыслами — вышивкой по дереву, кружевоплетению, глухой и пропильной резьбой по дереву (растительные, зооморфные мотивы, традиционные символы). Типичным являлось использование комбинаторики резного и деревянного декора с каменным, что порождало возникновение геометрического рисунка и вариации с ордерными элементами в композиции фасадов.
Для декоративного оформления была характерна прямая связь с конструктивными особенностями городского деревянного дома: наиболее выразительными элементами выступали резные наличники окон, пилястры, закрывавшие выпуски венцов, ажурные межэтажные пояса и карнизные доски. Характерным приёмами в деревянной архитектуре Нижнего Новгорода стали: деление пилястр по вертикали филенками на квадраты и прямоугольники, украшенные розетками и вазами с цветами; украшение обшитых тесом стен накладными элементами из пропильной резьбы.
В первой половине XIX века господствующим был классицистический тип декора, который отличала аскетичность. Его приметы: рамочные наличники, наличники с прямыми профилированными сандриками, пилястровые портики дорического ордера, угловой руст, карнизные пояса классического профиля. В 1840-е годы в архитектуре городских деревянных домов впервые появились наличники, выполненные в технике объёмной накладной резьбы в традициях народной архитектуры.
В 1850-е — 1870-е годы усилились тенденции декоративности, разнообразия форм. Развитие наличников шло в сторону усложнения форм очелья и подоконной части. Появились новые типы наличников с лучковым и полуциркулярным завершением. Вошло в моду применение филенчатых пилятр, обработка фриза и наличников при помощи накладных элементов пропильной резьбы.
Наибольшей выразительности декор деревянных зданий достиг в 1870-е — 1890-е годы и был связан с развитием русского стиля и народных мотивов. Распространились типы наличников с навершием в виде щипца, опирающегося на раскрепованные над боковыми стойками «плечики», в виде килевидного завершения, с развитым фартуком, с элементами оформления боковых стоек в виде витых колонок и ряда наборных элементов (дынек, пирамид, прямоугольников, соединённых профилями). Пилястры стали обрабатывать в виде рамок с накладным орнаментом; горизонтальные пояса — элементами многослойной пропильной резьбы. На 1870-е же годы пришёлся процесс вытеснения форм глухой резьбы моделированным накладным, а позже — пропильным орнаментом.
В декоре деревянных домов отразилась образно-символическая традиция резьбы по дереву, характерная для Нижегородского Поволжья, особенно его южных районов. Мотивами выступали: изогнутые растительные орнаменты, ветви папоротника, рябины, дубовые листья, гроздья винограда, еловые шишки, плоды хмеля, вазоны и горшки с цветами, мотивы плетенки, бегунка. В отдельных постройках встречались мотивы солнечного знака и двуглавого орла.
Одним из интереснейших в плане развития приёмов наружной резьбы был дом № 28 по улице Ковалихинской, построенный в первой четверти XIX века. Ампирные формы первоначального облика дома сохранились в дворовых фасадах. В 1860-х годах два его фасада, выходившие на улицу и Ковалихинскую площадь, были реконструированы: убран фронтон, добавлены фигурные кронштейны, поддерживающие карниз, подоконные пояски с примитивной пропильной резьбой. Наибольший интерес представляют наличники, выполненные с использованием новых композиционных и технологических приёмов. Окна были объединены попарно общим прямым очельем с раскрепованным карнизом, поддерживаемым тремя скульптурными кронштейнами. Составлен наличник был из плотно подогнанных частей, украшенных глухой рельефной резьбой. Такой приём, упрощавший работу резчика, получил в дальнейшем широкое распространение.
В конце 1890-х — 1910 годах усилились конструктивно-геометрические тенденции в оформлении деревянных домов, стилизации на тему неорусского стиля и модерна. Наличник приобрёл «конструктивный» вид, состоял из обработанных прорезью наложенных друг на друга досок, завершался сильно выступающим щипцовым сандриком на кронштейнах, опиравшихся на «плечики». Деревянные навесы крылец состояли из пересекающихся брусков с гирьками, кистями на концах, имели веерную форму. Для декора плоскостей стал характерен фахверк с горизонтальными и вертикальными брусьями.

### Нижегородская домовая резьба
Нижегородская глухая (также известна как домовая, корабельная, барочная, долотная) резьба по дереву получила распространение в декоре лобовых досок, лопаток и оконных наличников в домах приволжских уездов Нижегородской губернии в период с середины XVIII до начала XX веков. Источником её возникновения считают традицию украшения волжских речных судов, что отразилось на одном из её названий — «ба́рочная резь» (от слова барка). Наибольшая концентрация памятников глухой резьбы наблюдалась в Нижегородском, Балахнинском и Городецком уездах, где было сосредоточено судостроение. Барочная резьба встречается и в соседних Костромской и Ивановской областях.
Впервые идею о том, что домовая резьба приволжских сёл и деревень близ Городца и Балахны происходит от резьбы корабельной высказал собиратель «Толкового словаря» Владимир Иванович Даль в 1872 году в статье для архитектурного журнала «Зодчий». Натолкнул его на эту мысль сын — известный архитектор, исследователь русского народного зодчества Лев Владимирович Даль. После этого возник научный спор. Многие учёные считали, что домовая резьба была первична и потом была перенята корабелами, после чего снова вернулась в домостроение. В статье Даль-старший писал:
| Это резное искусство развивалось на волжском судостроении. Нынче, когда прежние разукрашенные расшивы, мокшаны и коноводки вытесняются постепенно пароходами и баржами, корабельные резчики стали работать по деревням. Ставни, наличники, карнизы и подкрылки к избам они вырезают с большим вкусом. |

Технология работы выглядела следующим образом: припорки (рисунки для резьбы) хранились у руководителя артели; на гладко обструганную сосновую доску наносились отверстия иглой по припорке; паузой (холщовый мешочек с толчёным углём) резчик пропорашивал рисунок; контур изображения проступал и его обводили плотницким карандашом; для создания рельефа использовали несколько закруглённых долот; выбирался глухой фон; дальше поверхность рельефа «выглаживалась» и вырезались мелкие детали. По окончании резных работ доска два-три раза покрывалась олифой.
Со временем Нижегородская глухая домовая резьба была признана уникальным культурным явлением, стала предметом национальной культурной гордости. Архитектурное наследие деревянных домов с глухой резьбой в Нижнем Новгороде было фактически утрачено. Последние дома исчезли в 1980-х годах: часть была снесена, другие перестроены, с третьих резные доски были сняты для пополнения фондов музеев Москвы, Санкт-Петербурга и Нижнего Новгорода. Исследователь Е. Е. Мареева указывала, что в историческом центре Нижнего Новгорода в декоре лишь одной постройки сохранилась подлинная глухая резьба — доме Климова на улице Большой Печёрской.

### Сормовский декор
В бывшем Сормове сохранились фрагменты глухой нижегородской резьбы середины 1840-х годов с упрощённым растительным орнаментом, которые можно наблюдать на фронтонах домов № 213 по ул. Коминтерна и № 77 по ул. Свободы. Полностью сохранился фронтон дома № 91 по ул. КИМа (1849), выполненный в период расцвета искусства рельефной резьбы.
В 1870-х — 1890-х годах искусство резьбы в Сормове и Нижнем Новгороде шло различными путями. В Сормове процесс шёл медленнее, мотивы и приёмы становились традиционными из-за многократного повторения. Классическим стал приём обработки трёхчастного слухового окна, который обрамлялся колонками, треугольным очельем и волютообразными прорезными досками. Наличники окон и пилястры украшались моделированным накладным, а с 1880-х годов — пропильным растительным орнаментом. Декоративность карнизов фронтоном упростилась: они были либо гладкими, либо украшались, но скромной геометрической пропильной резьбой, получившей широкое распространение только в 1900-х годах.
В конце XIX века оконные наличники в Сормове приобрели усложнённые формы, как и формы наличников в Нижнем Новгороде. Их отличительными чертами были: разнообразные ажурные формы боковых досок; украшение очелья и подоконья не только моделированной накладной резьбой, но и моделированной прорезью сверху и снизу. Примером может служить фасад дома № 205 по ул. Коминтерна (1893).

## Проблемы сохранения
Одной из наиболее актуальных проблем развития города является сохранение деревянной исторической застройки. Нижний Новгород обладает богатейшим наследием деревянной и каменно-деревянной архитектуры XIX — начала XX веков, сохранившейся в виде фрагментов улиц и кварталов. Как указывали историки архитектуры А. С. Шумилкин и Е. Е. Грачёва, на протяжении последних десятилетий происходила утрата деревянной застройки, а в последние годы процесс достиг катастрофического масштаба, который стал угрожать полным исчезновением деревянного зодчества в исторической части города.
Существующие способы сохранения деревянного наследия включают:
- Расширение списка охраняемых деревянных зданий

Специалисты, исследователи и градозащитники неоднократно указывали на необходимость расширения списка охраняемых объектов культуры, с включением в него старинных деревянных домов. Исследователи Т. В. Вересова, Е. П. Карпова и В. Ю. Карташова писали о необходимости на уже выявленные ОКН выдавать разрешение не на «снос и реконструкцию», а на «реставрацию и приспособление». Историк архитектуры Е. Е. Грачёва в ходе работы над диссертацией «Архитектура деревянных и каменно-деревянных жилых домов Нижнего Новгорода XIX — начала XX вв.» (2014) составила список из 73 деревянных домов, обладающих признаками памятника архитектуры и предложенных автором к постановке на государственную охрану.
- Консервация

В ноябре 2017 года был собран круглый стол «Деревянный Нижний: у точки невозврата», собравший архитекторов, искусствоведов и представителей власти, на котором была сформулирована необходимость принятия экстренных мер по спасению деревянного наследия Нижнего Новгорода. Первоочередным шагом стала консервация расселённых домов, признанных аварийными и находящихся под угрозой сноса. В 2017—2018 годах общественными силами были проведены работы по консервации ряда объектов. В 2018 году власти города подключились к работам по консервации: в районе вокруг Почаинского оврага были проведены работы по выявлению зданий, представляющих историческую ценность. По итогам был подписан протокол о консервации 30 деревянных домов.
- Резервации

В последние годы на кафедре истории архитектуры ННГАСУ возникли предложения переносить подлежащие сносу деревянные дома в особые зоны, например, в квартал в границах улиц Гоголя, Нижегородской и Малой Покровской или улиц Нижегородской, Гоголя, Ильинской. В выпускных работах студентов предлагается создание в них музеев и гостиниц. Проблемы такого метода связаны с высокими финансовыми затратами и сложностью архитектурно-археологических обмеров. В Нижнем Новгороде есть единичный пример: дом титулярной советницы Клочковой был перенесён с улицы Варварской на Щелоковский хутор, на его месте построен элитный жилой комплекс. Специалисты называют такой метод сохранения «крайним выходом», так как необходимо бороться за сохранение исторического здания на его исконном месте и в родной ему среде. Как иллюстрацию приводят дом Клочковой классицистической городской архитектуры, который в настоящий момент смотрится инородным объектом среди деревенских изб и мельниц.
- Комплексный подход

Наиболее оптимальным методом сохранения деревянного наследия специалисты считают комплексное сохранение кварталов исторической деревянной застройки с учётом развития города. Нижегородское общественное движение «Деревянные города» занимается продвижением этой идеи на общественном и политическом уровнях, ссылаясь на удачный опыт ряда российских городов: «130-й квартал» в Иркутске, программа сохранения ценной исторической среды Томска, в ходе которой было спасено более 100 деревянных памятников.
В Нижнем Новгороде существуют готовые программы редевелопмента исторических кварталов деревянной застройки: улиц Короленко, Новая, Славянская и Студёная (39 памятников деревянного зодчества), «Квартал 1833 года» градозащитника Сергея Сипатова (11 исторических зданий).
- Волонтёрство

Перспективным направлением сохранения и одновременно популяризации наследия деревянного зодчества считают волонтёрство. В 2018 году в Нижнем Новгороде началось волонтёрское движение «Том Сойер Фест», цель которого — сохранение памятников архитектуры, в основном деревянных. В первый год волонтёрами был отреставрирован Дом А. К. Скворцовой. В 2019 году — три здания; к работам привлечены 300 волонтёров.

### Современный снос
Сложилась практика, что старинные деревянные дома в Нижнем Новгороде признаются ветхими и аварийными и вносятся в перечень домов под снос. Например, в рамках развития квартала в 2018 году была полностью снесена старинная деревянная застройка по нечётной стороне улицы Трудовая в историческом центре. В 2019 году городские власти внесли в перечень на снос деревянные дома дореволюционной постройки в историческом центре:
- № 230, 230А по ул. Максима Горького
- № 30 по ул. Малая Ямская
- № 34 по ул. Октябрьской (построен вплотную к объекту культурного наследия, усадьбе П. Н. Соколовой, часть которой незаконно снесла собственница, ради строительства офисного здания)
- № 38 по ул. Большой Перекрестной
- № 79 по ул. Большой Печерской (район исторической Солдатской слободы, с сохранившейся деревянной застройкой, которую городские власти собираются полностью снести)
- № 76 по Большой Покровской (квартал застраивается элитным жилым комплексом «Воровского, 12»)
- № 83, 85 по ул. Ильинской (старинные дома были отремонтированы к Чемпионату мира по футболу, но теперь подлежат сносу)
- № 41 по ул. Нестерова
- № 16А по ул. Новая
- № 18 по ул. Пискунова
- № 17 по ул. Семашко (Усадьба Киршбаумов)
- № 12 по ул. Чернышевского

В бывшем историческом районе Канавино предполагается снести старинные деревянные дома:
- № 12 по ул. Докучаева (1897)
- № 33 по ул. Обухова (1916)
- № 49 по ул. Алеши Пешкова
- № 22/41 по ул. Литвинова.

В 2020 году предполагается снести ещё четыре деревянных дома в историческом центре:
- № 113 по ул. Ильинской (исторический квартал застраивается элитными жилыми комплексами)
- № 34 по ул. Большой Перекрестной
- № 9г по ул. Грузинской
- № 6 по ул. Чернышевского.

## Список деревянных домов Нижнего Новгорода

### Объекты культурного наследия
В списках указаны деревянные и каменно-деревянные дома, поставленные на охрану государства как памятники архитектуры и градостроительства, памятники истории, архитектурные ансамбли, или выявленные объекты культурного наследия.
| Алексеевская улица | Алексеевская улица              | Алексеевская улица  | Алексеевская улица      |
| Изображение        | Датировка                       | Наименование        | Местонахождение         |
| ------------------ | ------------------------------- | ------------------- | ----------------------- |
|                    | Первая половина XIX; 1880-е гг. | Жилой дом           | ул. Алексеевская, 19    |
|                    | 1837                            | Дом Е. Добролюбовой | ул. Алексеевская, 41/19 |

| Академика Блохиной улица | Академика Блохиной улица | Академика Блохиной улица | Академика Блохиной улица   |
| Изображение              | Датировка                | Наименование             | Местонахождение            |
| ------------------------ | ------------------------ | ------------------------ | -------------------------- |
|                          | 1841                     | Дом А. А. Чистяковой     | ул. Академика Блохиной, 12 |

| Большая Печерская улица | Большая Печерская улица              | Большая Печерская улица                | Большая Печерская улица                                      |
| Изображение             | Датировка                            | Наименование                           | Местонахождение                                              |
| ----------------------- | ------------------------------------ | -------------------------------------- | ------------------------------------------------------------ |
|                         | 1882—1904                            | Усадьба А. И. Башкировой               | улица Большая Печерская, 11, 11б                             |
|                         | 1810-е гг.; 1870-е гг.               | Дом П. С. Зарембы (фактически утрачен) | ул. Большая Печерская, 12                                    |
|                         | 1880-е гг., 1882, 1895, начало XX в. | Усадьба А. И. Башкировой               | Большая Печерская ул., 13                                    |
|                         | 1880-е гг.                           | Дом В. М. Рукавишникова                | ул. Большая Печерская, 21                                    |
|                         | 1885                                 | Дом В. М. Бурмистровой с интерьером    | Большая Печерская ул., 26                                    |
|                         | 1870—1871                            | Дом П. Д. Климова                      | Большая Печерская ул., 35                                    |
|                         | 1877                                 | Усадьба Е. И. Богоявленской            | Большая Печерская ул., 41 (литеры А, А1), 41а (литеры Б, Б1) |
|                         | 1870-е гг.                           | Дом О. М. Лемана                       | Большая Печерская ул., 47                                    |
|                         | 1911                                 | Дом П. Л. Чардымова                    | ул. Большая Печерская, 54а (Литера Б)                        |

| Большая Покровская улица | Большая Покровская улица | Большая Покровская улица  | Большая Покровская улица             |
| Изображение              | Датировка                | Наименование              | Местонахождение                      |
| ------------------------ | ------------------------ | ------------------------- | ------------------------------------ |
|                          | 1820-е гг.               | Дом декабристов Белавиных | ул. Большая Покровская, 40 (литер Б) |
|                          | Начало XX века           | Жилой дом                 | Большая Покровская ул., 42а          |
|                          | Первая половина XIX века | Флигель дома М. Катанской | ул. Большая Покровская, 44           |
|                          | Вторая половина XIX века | Жилой дом                 | ул. Большая Покровская, 70           |

| Большие Овраги улица | Большие Овраги улица                | Большие Овраги улица       | Большие Овраги улица   |
| Изображение          | Датировка                           | Наименование               | Местонахождение        |
| -------------------- | ----------------------------------- | -------------------------- | ---------------------- |
|                      | Вторая половина XIX — начало XX вв. | Жилой дом А. Н. Надольской | Большие Овраги ул., 5  |
|                      | Конец XIX — начало XX вв.           | Жилой дом Соколенковых     | Большие Овраги ул., 8  |
|                      | 1895—1900                           | Дом Л. И. Панфиловой       | Большие Овраги ул., 17 |

| Варварская улица | Варварская улица | Варварская улица                               | Варварская улица     |
| Изображение      | Датировка        | Наименование                                   | Местонахождение      |
| ---------------- | ---------------- | ---------------------------------------------- | -------------------- |
|                  | 1884             | Флигель усадьбы Е. Х. Эвениуса — И. Ф. Ремлера | ул. Варварская, 4Б   |
|                  | 1820-е гг.       | Дом Щелоковых                                  | ул. Варварская, д. 8 |
|                  | 1880             | Дом причта Ягодинского Введенского монастыря   | ул. Варварская, 36   |

| Володарского улица | Володарского улица | Володарского улица | Володарского улица   |
| Изображение        | Датировка          | Наименование | Местонахождение      |
| ------------------ | ------------------ | --- | -------------------- |
|                    | 1873—1874          | Дом, в котором жила Аполлинария Прокофьевна Суслова-Розанова, возлюбленная Ф. М. Достоевского, послужившая прототипом ряда героинь его произведений | Володарского ул., 57 |

| Воровского улица | Воровского улица | Воровского улица                | Воровского улица   |
| Изображение      | Датировка        | Наименование                    | Местонахождение    |
| ---------------- | ---------------- | ------------------------------- | ------------------ |
|                  | 1895—1898        | Флигель усадьбы Серебренниковой | ул. Воровского, 14 |

| Врубская улица | Врубская улица | Врубская улица   | Врубская улица                                 |
| Изображение    | Датировка      | Наименование     | Местонахождение                                |
| -------------- | -------------- | ---------------- | ---------------------------------------------- |
|                | 1837           | Дом А. Клочковой | ул. Врубская, 16А (ранее — ул. Варварская, 27) |

| Гоголя улица | Гоголя улица   | Гоголя улица       | Гоголя улица      |
| Изображение  | Датировка      | Наименование       | Местонахождение   |
| ------------ | -------------- | ------------------ | ----------------- |
|              | 1881           | Дом Н. В. Смирнова | ул. Гоголя, 2     |
|              | Начало XX века | Жилой дом          | ул. Гоголя, 10    |
|              | 1854           | Дом А. А. Никитина | ул. Гоголя, 19    |
|              | 1838           | Дом Заплатина      | ул. Гоголя, 28/21 |

| Горького Максима улица | Горького Максима улица    | Горького Максима улица | Горького Максима улица |
| Изображение            | Датировка                 | Наименование | Местонахождение        |
| ---------------------- | ------------------------- | --- | ---------------------- |
|                        | Не позднее 1872           | Дом Порхуновых (Дом, в котором с 1878 до весны 1880 г. жил «в людях» А. М. Горький)                                          | ул. Горького, 74       |
|                        | 1880                      | Дом Ф. Т. Столярова | ул. Горького, 123      |
|                        | 1894                      | Дом В. Ф. Пятова (Дом с воссозданной мемориальной обстановкой жизни нижегородской интеллигенции конца XIX — начала XX веков) | ул. Горького, 127      |
|                        | 1845                      | Дом И. Иванова (снесён в 2021 году в рамках мероприятий по празднованию 800-летия Нижнего Новгорода)                         | ул. Горького, 139      |
|                        | Конец XIX — начало XX вв. | Дом, где жил Григорьев Михаил Георгиевич, организовавший в 1891 году первые марксистские кружки в Нижнем Новгороде           | ул. Горького, 230      |

| Гранитный переулок | Гранитный переулок | Гранитный переулок                           | Гранитный переулок   |
| Изображение        | Датировка          | Наименование                                 | Местонахождение      |
| ------------------ | ------------------ | -------------------------------------------- | -------------------- |
|                    | 1876, 1888         | Комплекс домов причта Петропавловской церкви | Гранитный пер., 7, 9 |

| Грузинская улица | Грузинская улица | Грузинская улица                | Грузинская улица   |
| Изображение      | Датировка        | Наименование                    | Местонахождение    |
| ---------------- | ---------------- | ------------------------------- | ------------------ |
|                  | 1880-е гг.       | Усадьба Г. М. Самсонова         | ул. Грузинская, 3  |
|                  | 1879—1883        | Жилой дом мещанина А. Л. Малова | Грузинская ул., 11 |
|                  | 1880-е гг.       | Жилой дом В. Д. Шнырова         | Грузинская ул., 13 |
|                  | 1911             | Дом К. П. Полушкина             | ул. Грузинская, 34 |
|                  | 1864             | Дом А. Штерновой                | ул. Грузинская, 35 |
|                  | 1839             | Дом М. Ласточкиной              | ул. Грузинская, 39 |

| Дальняя улица | Дальняя улица | Дальняя улица      | Дальняя улица   |
| Изображение   | Датировка     | Наименование       | Местонахождение |
| ------------- | ------------- | ------------------ | --------------- |
|               | 1890          | Дом В. И. Смирнова | ул. Дальняя, 15 |

| Ильинская улица | Ильинская улица              | Ильинская улица                                              | Ильинская улица                  |
| Изображение     | Датировка                    | Наименование                                                 | Местонахождение                  |
| --------------- | ---------------------------- | ------------------------------------------------------------ | -------------------------------- |
|                 | 1823—1824                    | Усадьба мещанина E. C. Кoпылoвa — цехового A. И. Запольского | ул. Ильинская, 44 (литер А), 44А |
|                 | 1896—1898                    | Дом Д. В. Сироткина                                          | ул. Ильинская, 46                |
|                 | 1839—1840, 1870-е гг.        | Дом наследников купца Лошкарёва                              | Ильинская ул., 49                |
|                 | Конец XVIII века; 1840-е гг. | Усадьба Бурмистровых                                         | ул. Ильинская, 55                |
|                 | 1872—1899                    | Дом Т. А. Войткевич                                          | ул. Ильинская, 62                |
|                 | Вторая половина XIX века     | Дом, в котором с 16 марта по 7 мая 1898 г. жил А. М. Горький | Ильинская ул., 68а               |
|                 | 1885                         | Дом купца П. М. Батаева                                      | Ильинская ул., 87                |

| Казбекский переулок | Казбекский переулок    | Казбекский переулок | Казбекский переулок |
| Изображение         | Датировка              | Наименование        | Местонахождение     |
| ------------------- | ---------------------- | ------------------- | ------------------- |
|                     | между 1895—1909 годами | Дом М. Е. Башкирова | Казбекский пер., 4  |

| Ковалихинская улица | Ковалихинская улица                  | Ковалихинская улица                    | Ковалихинская улица                            |
| Изображение         | Датировка                            | Наименование                           | Местонахождение                                |
| ------------------- | ------------------------------------ | -------------------------------------- | ---------------------------------------------- |
|                     | Первая четверть XIX века; 1870-е гг. | Дом А. В. Савиновой — Н. Е. Веренинова | ул. Ковалихинская, 26—28                       |
|                     | 1864                                 | Усадьба Кашириных                      | ул. Ковалихинская, д. 33 (литеры А, А1, А2, Ж) |

| Короленко улица | Короленко улица                               | Короленко улица                       | Короленко улица                      |
| Изображение     | Датировка                                     | Наименование                          | Местонахождение                      |
| --------------- | --------------------------------------------- | ------------------------------------- | ------------------------------------ |
|                 | Конец XIX — начало XX вв.                     | Жилой дом                             | Короленко ул., 9                     |
|                 | 1891                                          | Усадьба В. М. Лемке                   | ул. Новая, 21/11, ул. Короленко, 11  |
|                 | 1880-е гг.                                    | Дом, где жил писатель В. Г. Короленко | ул. Короленко, 11а                   |
|                 | 1846                                          | Усадьба В. В. Бердиниковой            | ул. Короленко, 13/20, ул. Новая, 20А |
|                 | 1905                                          | Жилой дом И. Ф. Эглит                 | улица Короленко, 15                  |
|                 | 1876                                          | Жилой дом А. Н. Бибихина              | Короленко ул., 16                    |
|                 | 1911—1912                                     | Жилой дом П. Н. Щелухиной             | ул. Короленко, 17                    |
|                 | 1891                                          | Жилой дом Скворцовой                  | ул. Короленко, 18                    |
|                 | 1846; Начало XX века                          | Жилой дом Лаврова                     | Короленко ул., 26                    |
|                 | Конец XIX — начало XX вв.; не позже 1910 года | Дом мещан Мироновых — М. А. Антонова  | Короленко ул., 30                    |
|                 | 1907—1909                                     | Жилой дом Панкратовых                 | Короленко ул., 38                    |
|                 | Конец XIX — начало XX вв.                     | Жилой дом                             | Короленко ул., 40                    |
|                 | Середина XIX века                             | Дом В. В. Каширина                    | ул. Короленко, 42                    |

| Кузнечиха   | Кузнечиха | Кузнечиха     | Кузнечиха        |
| Изображение | Датировка | Наименование  | Местонахождение  |
| ----------- | --------- | ------------- | ---------------- |
|             | 1877      | Дом Дубовкина | д. Кузнечиха, 48 |

| Малая Ямская улица | Малая Ямская улица                            | Малая Ямская улица                   | Малая Ямская улица                     |
| Изображение        | Датировка                                     | Наименование                         | Местонахождение                        |
| ------------------ | --------------------------------------------- | ------------------------------------ | -------------------------------------- |
|                    | Конец XIX — начало XX вв.                     | Жилой дом                            | Малая Ямская ул., 2, Маслякова ул., 32 |
|                    | Конец XIX — начало XX вв.                     | Жилой дом                            | Малая Ямская ул., 3, Маслякова ул., 32 |
|                    | 1886                                          | Жилой дом К. И. Пименова             | Малая Ямская ул., 19                   |
|                    | Конец XIX — начало XX вв.; не позже 1913 года | Жилой дом мещанина И. Ф. Васильченко | Малая Ямская ул., 23, ул. Шевченко, 19 |
|                    | 1902—1906                                     | Жилой дом А. М. Самойлова            | Малая Ямская ул., 25, ул. Шевченко, 18 |
|                    | Конец XIX века — 1906                         | Усадьба по улице Малая Ямская, 29    | Малая Ямская ул., 29, 29а              |

| Маслякова улица | Маслякова улица | Маслякова улица    | Маслякова улица   |
| Изображение     | Датировка       | Наименование       | Местонахождение   |
| --------------- | --------------- | ------------------ | ----------------- |
|                 | 1911            | Дом Е. А. Березина | Маслякова ул., 14 |

| Минина улица | Минина улица | Минина улица                           | Минина улица     |
| Изображение  | Датировка    | Наименование                           | Местонахождение  |
| ------------ | ------------ | -------------------------------------- | ---------------- |
|              | 1830         | Аптечный флигель Мартыновской больницы | ул. Минина, 20/3 |
|              | 1847         | Дом Ильиной                            | ул. Минина, 21   |
|              | 1841—1842    | Дом С. Я. Никлауса                     | ул. Минина, 25   |
|              | 1899         | Дом Д. А. Вернера                      | Минина ул., 35   |

| Нестерова улица | Нестерова улица                | Нестерова улица                                  | Нестерова улица   |
| Изображение     | Датировка                      | Наименование                                     | Местонахождение   |
| --------------- | ------------------------------ | ------------------------------------------------ | ----------------- |
|                 | Первая половина XIX века; 1892 | Дом, в котором жил врач Петр Николаевич Михалкин | ул. Нестерова, 37 |

| Нижегородская улица | Нижегородская улица                 | Нижегородская улица                                                                     | Нижегородская улица      |
| Изображение         | Датировка                           | Наименование                                                                            | Местонахождение          |
| ------------------- | ----------------------------------- | --------------------------------------------------------------------------------------- | ------------------------ |
|                     | 1870-е гг.                          | Дом А. Ф. Гузеевой (Дом, в котором в сентябре 1896 — январе 1897 гг. жил А. М. Горький) | Нижегородская ул., 12    |
|                     | 1846                                | Жилой флигель купца Ассона Немчинова                                                    | Нижегородская ул., 17    |
|                     | Вторая половина XIX — начало XX вв. | Жилой дом                                                                               | Нижегородская ул., 19/29 |

| Новая улица | Новая улица                               | Новая улица                                       | Новая улица                         |
| Изображение | Датировка                                 | Наименование                                      | Местонахождение                     |
| ----------- | ----------------------------------------- | ------------------------------------------------- | ----------------------------------- |
|             | Вторя половина XIX — начало XX вв.        | Комплекс жилых домов                              | Новая ул., 16, 16а, 18              |
|             | 1891                                      | Усадьба В. М. Лемке                               | ул. Новая, 21/11, ул. Короленко, 11 |
|             | Вторая половина XIX века; 1862; 1891—1899 | Усадьба Ф. П. Яхонтовой (П. И. Константиновского) | Новая ул., 22а, 22, 22б             |
|             | 1898                                      | Доходный дом усадьбы В. М. Лемке                  | Новая ул., 23                       |
|             | 1899—1900                                 | Дом П. Домбровского                               | Новая ул., 31                       |
|             | Конец XIX — начало XX вв.                 | Жилой дом                                         | Новая ул., 55а                      |

| Ошарская улица | Ошарская улица | Ошарская улица             | Ошарская улица   |
| Изображение    | Датировка      | Наименование               | Местонахождение  |
| -------------- | -------------- | -------------------------- | ---------------- |
|                | 1834           | Жилой дом Мусина (Беляева) | ул. Ошарская, 36 |

| Пискунова улица | Пискунова улица | Пискунова улица  | Пискунова улица    |
| Изображение     | Датировка       | Наименование     | Местонахождение    |
| --------------- | --------------- | ---------------- | ------------------ |
|                 | 1890-е годы     | Дом Г. А. Поляка | Пискунова ул., 2/1 |

| Плотничный переулок | Плотничный переулок                     | Плотничный переулок | Плотничный переулок |
| Изображение         | Датировка                               | Наименование        | Местонахождение     |
| ------------------- | --------------------------------------- | ------------------- | ------------------- |
|                     | Вторая половина XIX; не позже 1882 года | Жилой дом           | Плотничный пер., 14 |
|                     | Вторая половина XIX; не позже 1882 года | Жилой дом           | Плотничный пер., 16 |

| Почтовый съезд | Почтовый съезд | Почтовый съезд                                                     | Почтовый съезд     |
| Изображение    | Датировка      | Наименование                                                       | Местонахождение    |
| -------------- | -------------- | ------------------------------------------------------------------ | ------------------ |
|                | 1852           | Дом В. В. Каширина, в котором жил в детстве писатель А. М. Горький | Почтовый съезд, 21 |

| Провиантская улица | Провиантская улица | Провиантская улица                                           | Провиантская улица  |
| Изображение        | Датировка          | Наименование                                                 | Местонахождение     |
| ------------------ | ------------------ | ------------------------------------------------------------ | ------------------- |
|                    | 1841               | Дом, в котором в детские годы жил композитор М. А. Балакирев | ул. Провиантская, 5 |

| Семашко улица | Семашко улица                   | Семашко улица                                  | Семашко улица                           |
| Изображение   | Датировка                       | Наименование                                   | Местонахождение                         |
| ------------- | ------------------------------- | ---------------------------------------------- | --------------------------------------- |
|               | Начало XX века                  | Жилой дом                                      | Семашко ул., 5-а                        |
|               | 1790-е гг.                      | Дом Аверкиевых                                 | ул. Семашко, д. 7/20                    |
|               | 1860-е гг.                      | Дом Кречетниковой                              | ул. Семашко, 14                         |
|               | 1851                            | Дом князя А. П. Чегодаева                      | ул. Семашко, 15                         |
|               | 1861                            | Дом Киршбаума                                  | ул. Семашко, 19                         |
|               | 1809, 1835—1836, начало XX века | Корпуса зданий Нижегородской арестантской роты | Семашко ул., 21, 21-А, 21-Б, 21-Г, 21-Д |

| Сергиевская улица | Сергиевская улица         | Сергиевская улица         | Сергиевская улица     |
| Изображение       | Датировка                 | Наименование              | Местонахождение       |
| ----------------- | ------------------------- | ------------------------- | --------------------- |
|                   | 1912—1913                 | Жилой дом Н. Н. Муратова  | Сергиевская ул., 13-а |
|                   | Конец XIX — начало XX вв. | Жилой дом                 | Сергиевская ул., 15   |
|                   | 1896                      | Особняк А. Рогозильникова | ул. Сергиевская, 23   |

| Славянская улица | Славянская улица      | Славянская улица                                        | Славянская улица                     |
| Изображение      | Датировка             | Наименование                                            | Местонахождение                      |
| ---------------- | --------------------- | ------------------------------------------------------- | ------------------------------------ |
|                  | 1911                  | Дом причта церкви Трёх Святителей                       | ул. Славянская, 1                    |
|                  | 1851—1860             | Дом отставного штабс-капитана И. Е. Войнич-Сяноженцкого | ул. Славянская, 2                    |
|                  | 1910                  | Дом М. Н. Сиротина                                      | ул. Славянская, 3                    |
|                  | 1888, 1897, 1906—1907 | Усадьба Гусевых                                         | ул. Славянская, 4а (литера Б), 4б, 4 |

| Студёная улица | Студёная улица                      | Студёная улица                                              | Студёная улица                                              |
| Изображение    | Датировка                           | Наименование                                                | Местонахождение                                             |
| -------------- | ----------------------------------- | ----------------------------------------------------------- | ----------------------------------------------------------- |
|                | 1890-е — 1903                       | Усадьба М. Н. Щелокова                                      | Студеная ул., 10 (литера Б), 10а (литера А), 10б (литера В) |
|                | 3-я четверть XIX века; до 1875 года | Дом жилой Н. В. Эвениуса (Г. Н. Виноградова, И. С. Иванова) | Студёная ул., 45 (Литера А)                                 |
|                | 1904—1906                           | Усадьба А. Н. Седова                                        | ул. Студёная, 49/6 (литеры А, А1, Б)                        |

| Ульянова улица | Ульянова улица | Ульянова улица                                                                 | Ульянова улица     |
| Изображение    | Датировка      | Наименование                                                                   | Местонахождение    |
| -------------- | -------------- | ------------------------------------------------------------------------------ | ------------------ |
|                | 1790-е гг.     | Дом М. Лавровского                                                             | ул. Ульянова, д. 8 |
|                | 1886—1888      | Комплекс психоневрологической больницы, основанной врачом П. П. Кащенко        | Ульянова ул., 41   |
|                | 1810-е гг.     | Дом, в котором в 1819 году родился писатель Мельников-Печерский Павел Иванович | ул. Ульянова, 42   |
|                | 1842           | Дом, в котором жил революционер П. Н. Скворцов                                 | ул. Ульянова, 43   |

| Холодный переулок | Холодный переулок | Холодный переулок                 | Холодный переулок   |
| Изображение       | Датировка         | Наименование                      | Местонахождение     |
| ----------------- | ----------------- | --------------------------------- | ------------------- |
|                   | 1911—1913         | Усадьба Ненюковых                 | пер. Холодный, 4    |
|                   | 1905              | Дом П. Н. Шапошникова             | пер. Холодный, 7    |
|                   | 1912              | Дом К. Хекберг (Дом Г. М. Беккер) | пер. Холодный, 11/1 |

| Чернышевского улица | Чернышевского улица | Чернышевского улица | Чернышевского улица   |
| Изображение         | Датировка           | Наименование        | Местонахождение       |
| ------------------- | ------------------- | ------------------- | --------------------- |
|                     | Не позже 1859 года  | Жилой дом           | Чернышевского ул., 18 |

| Шевченко улица | Шевченко улица | Шевченко улица                           | Шевченко улица   |
| Изображение    | Датировка      | Наименование                             | Местонахождение  |
| -------------- | -------------- | ---------------------------------------- | ---------------- |
|                | 1913           | Жилой флигель мещанина И. Г. Сайчева     | Шевченко ул., 7а |
|                | 1912—1915      | Жилой дом А. П. Покровского              | Шевченко ул., 14 |
|                | 1909           | Дом К. Н. Нарышкина                      | Шевченко ул., 16 |
|                | 1913—1914      | Жилой флигель мещанина И. Ф. Васильченко | Шевченко ул., 17 |

| Ярославская улица | Ярославская улица | Ярославская улица | Ярославская улица   |
| Изображение       | Датировка         | Наименование      | Местонахождение     |
| ----------------- | ----------------- | ----------------- | ------------------- |
|                   | 1898              | Жилой дом         | ул. Ярославская, 13 |

| КИМа улица  | КИМа улица | КИМа улица           | КИМа улица      |
| Изображение | Датировка  | Наименование         | Местонахождение |
| ----------- | ---------- | -------------------- | --------------- |
|             | 1857       | Жилой дом Семячкиных | ул. КИМа, 94    |

| Климовская улица | Климовская улица | Климовская улица                                                                                  | Климовская улица   |
| Изображение      | Датировка        | Наименование                                                                                      | Местонахождение    |
| ---------------- | ---------------- | ------------------------------------------------------------------------------------------------- | ------------------ |
|                  | 1896             | Экспозиционный павильон «Церковь-школа» Всероссийской художественно-промышленной выставки 1896 г. | ул. Климовская, 84 |

| Марата улица | Марата улица   | Марата улица | Марата улица    |
| Изображение  | Датировка      | Наименование | Местонахождение |
| ------------ | -------------- | ------------ | --------------- |
|              | Начало XX века | Жилой дом    | ул. Марата, 23  |

| Свободы улица | Свободы улица | Свободы улица | Свободы улица    |
| Изображение   | Датировка     | Наименование  | Местонахождение  |
| ------------- | ------------- | ------------- | ---------------- |
|               | 1860-е        | Жилой дом     | ул. Свободы, 127 |
|               | 1877          | Жилой дом     | ул. Свободы, 129 |

| Фурманова улица | Фурманова улица | Фурманова улица                                                                                            | Фурманова улица  |
| Изображение     | Датировка       | Наименование                                                                                               | Местонахождение  |
| --------------- | --------------- | --- | ---------------- |
|                 | XIX век         | Дом, в котором жил один из руководителей первомайской демонстрации сормовских рабочих 1902 г. Д. А. Павлов | ул. Фурманова, 2 |

### Другое
Дома постройки XIX — начала XX веков в историческом центре Нижнего Новгорода.
| Алексеевская улица | Алексеевская улица        | Алексеевская улица | Алексеевская улица   |
| Изображение        | Датировка                 | Наименование       | Местонахождение      |
| ------------------ | ------------------------- | ------------------ | -------------------- |
|                    | Конец XIX — начало XX вв. | Жилой дом          | Алексеевская ул., 18 |
|                    | Конец XIX — начало XX вв. | Жилой дом          | Алексеевская ул., 21 |
|                    | Конец XIX — начало XX вв. | Жилой дом          | Алексеевская ул., 43 |
|                    | Конец XIX — начало XX вв. | Жилой дом          | Алексеевская ул., 45 |
|                    | Конец XIX — начало XX вв. | Жилой дом          | Алексеевская ул., 47 |
|                    | Конец XIX — начало XX вв. | Жилой дом          | Алексеевская ул., 49 |
|                    | Конец XIX — начало XX вв. | Жилой дом          | Алексеевская ул., 51 |

| Белинского улица | Белинского улица          | Белинского улица | Белинского улица       |
| Изображение      | Датировка                 | Наименование     | Местонахождение        |
| ---------------- | ------------------------- | ---------------- | ---------------------- |
|                  | Конец XIX — начало XX вв. | Жилой дом        | Белинского ул., 78     |
|                  | Конец XIX — начало XX вв. | Жилой дом        | Белинского ул., 80     |
|                  | Конец XIX — начало XX вв. | Жилой дом        | Белинского ул., 84     |
|                  | Конец XIX — начало XX вв. | Жилой дом        | Белинского ул., 86     |
|                  | Конец XIX — начало XX вв. | Жилой дом        | Белинского ул., 120/38 |

| Большая Перекрестная улица | Большая Перекрестная улица | Большая Перекрестная улица              | Большая Перекрестная улица |
| Изображение                | Датировка                  | Наименование                            | Местонахождение            |
| -------------------------- | -------------------------- | --------------------------------------- | -------------------------- |
|                            | Конец XIX — начало XX вв.  | Жилой дом                               | Б. Перекрестная ул., 1     |
|                            | Конец XIX — начало XX вв.  | Жилой дом                               | Б. Перекрестная ул., 5     |
|                            | Конец XIX — начало XX вв.  | Жилой дом                               | Б. Перекрестная ул., 7     |
|                            | Конец XIX — начало XX вв.  | Жилой дом                               | Б. Перекрестная ул., 30    |
|                            | Конец XIX — начало XX вв.  | Жилой дом                               | Б. Перекрестная ул., 31    |
|                            | Конец XIX — начало XX вв.  | Жилой дом                               | Б. Перекрестная ул., 34    |
|                            | 1910-е                     | Дом резчика-краснодеревщика М. Логинова | Б. Перекрестная ул., 36    |
|                            | Конец XIX — начало XX вв.  | Жилой дом                               | Б. Перекрестная ул., 38    |
|                            | Конец XIX — начало XX вв.  | Жилой дом                               | Б. Перекрестная ул., 38а   |
|                            | Конец XIX — начало XX вв.  | Жилой дом                               | Б. Перекрестная ул., 42    |
|                            | Конец XIX — начало XX вв.  | Жилой дом                               | Б. Перекрестная ул., 44    |
|                            | Конец XIX — начало XX вв.  | Жилой дом                               | Б. Перекрестная ул., 48    |

| Большая Печерская улица | Большая Печерская улица   | Большая Печерская улица  | Большая Печерская улица    |
| Изображение             | Датировка                 | Наименование             | Местонахождение            |
| ----------------------- | ------------------------- | ------------------------ | -------------------------- |
|                         | Конец XIX — начало XX вв. | Жилой дом                | Большая Печерская ул., 45б |
|                         | Конец XIX — начало XX вв. | Жилой дом                | Большая Печерская ул., 48  |
|                         | Конец XIX — начало XX вв. | Жилой дом                | Большая Печерская ул., 58  |
|                         | Конец XIX — начало XX вв. | Жилой дом                | Большая Печерская ул., 59  |
|                         | Конец XIX — начало XX вв. | Жилой дом                | Большая Печерская ул., 59а |
|                         | Конец XIX — начало XX вв. | Жилой дом                | Большая Печерская ул., 60  |
|                         | Конец XIX — начало XX вв. | Жилой дом                | Большая Печерская ул., 61  |
|                         | Конец XIX — начало XX вв. | Жилой дом                | Большая Печерская ул., 66  |
|                         | Конец XIX — начало XX вв. | Жилой дом                | Большая Печерская ул., 71  |
|                         | Конец XIX — начало XX вв. | Жилой дом                | Большая Печерская ул., 72  |
|                         | Конец XIX — начало XX вв. | Жилой дом                | Большая Печерская ул., 75  |
|                         | Конец XIX — начало XX вв. | Жилой дом                | Большая Печерская ул., 76  |
|                         | Конец XIX — начало XX вв. | Жилой дом                | Большая Печерская ул., 79  |
|                         | Конец XIX — начало XX вв. | Жилой дом                | Большая Печерская ул., 85  |
|                         | Конец XIX — начало XX вв. | Жилой дом                | Большая Печерская ул., 85а |
|                         | Конец XIX — начало XX вв. | Дом с павлиньими перьями | Большая Печерская ул., 87  |

| Большая Покровская улица | Большая Покровская улица  | Большая Покровская улица | Большая Покровская улица   |
| Изображение              | Датировка                 | Наименование             | Местонахождение            |
| ------------------------ | ------------------------- | ------------------------ | -------------------------- |
|                          | Конец XIX — начало XX вв. | Жилой дом                | Большая Покровская ул., 71 |
|                          | Конец XIX — начало XX вв. | Жилой дом                | Большая Покровская ул., 76 |

| Большие Овраги улица | Большие Овраги улица      | Большие Овраги улица          | Большие Овраги улица    |
| Изображение          | Датировка                 | Наименование                  | Местонахождение         |
| -------------------- | ------------------------- | ----------------------------- | ----------------------- |
|                      | Конец XIX — начало XX вв. | Жилой дом                     | Большие Овраги ул., 6   |
|                      | Конец XIX — начало XX вв. | Жилой дом                     | Большие Овраги ул., 7   |
|                      | Конец XIX — начало XX вв. | Жилой дом                     | Большие Овраги ул., 9   |
|                      | Конец XIX — начало XX вв. | Жилой дом                     | Большие Овраги ул., 11  |
|                      | Конец XIX — начало XX вв. | Жилой дом (деревянный модерн) | Большие Овраги ул., 13  |
|                      | Конец XIX — начало XX вв. | Жилой дом                     | Большие Овраги ул., 14  |
|                      | Конец XIX — начало XX вв. | Жилой дом                     | Большие Овраги ул., 17а |
|                      | Конец XIX — начало XX вв. | Жилой дом                     | Большие Овраги ул., 18  |

| Ванеева улица | Ванеева улица             | Ванеева улица                                     | Ванеева улица           |
| Изображение   | Датировка                 | Наименование                                      | Местонахождение         |
| ------------- | ------------------------- | ------------------------------------------------- | ----------------------- |
|               | Конец XIX — начало XX вв. | Жилой дом                                         | Ванеева ул., 33         |
|               | Конец XIX — начало XX вв. | Фрагменты комплекса деревянной застройки квартала | Ванеева ул., 35, 37, 43 |

| Верхне-Волжская набережная | Верхне-Волжская набережная | Верхне-Волжская набережная              | Верхне-Волжская набережная |
| Изображение                | Датировка                  | Наименование                            | Местонахождение            |
| -------------------------- | -------------------------- | --------------------------------------- | -------------------------- |
|                            | Конец XIX — начало XX вв.  | Дворовый флигель усадьбы М. И. Грибкова | Верхне-Волжская наб., 21к4 |

| Воровского улица | Воровского улица          | Воровского улица | Воровского улица   |
| Изображение      | Датировка                 | Наименование     | Местонахождение    |
| ---------------- | ------------------------- | ---------------- | ------------------ |
|                  | Конец XIX — начало XX вв. | Жилой дом        | Воровского ул., 8  |
|                  | Конец XIX — начало XX вв. | Жилой дом        | Воровского ул., 8б |
|                  | Конец XIX — начало XX вв. | Жилой дом        | Воровского ул., 8в |

| Гоголя улица | Гоголя улица              | Гоголя улица                             | Гоголя улица        |
| Изображение  | Датировка                 | Наименование                             | Местонахождение     |
| ------------ | ------------------------- | ---------------------------------------- | ------------------- |
|              | Конец XIX — начало XX вв. | Жилой дом                                | Гоголя ул., 4       |
|              | 1820-е, 1860-е            | Дом Я. А. Дуденевского — М. И. Страховой | ул. Гоголя, 8       |
|              | Конец XIX — начало XX вв. | Жилой дом                                | Гоголя ул., 16      |
|              | 1880-е                    | Жилые дома подрядчика Авдеева            | ул. Гоголя, 18, 18а |
|              | Конец XIX — начало XX вв. | Жилой дом                                | Гоголя ул., 22      |
|              | Конец XIX — начало XX вв. | Жилой дом                                | Гоголя ул., 24      |
|              | Конец XIX — начало XX вв. | Жилой дом                                | Гоголя ул., 31      |

| Горького Максима улица | Горького Максима улица    | Горького Максима улица       | Горького Максима улица     |
| Изображение            | Датировка                 | Наименование                 | Местонахождение            |
| ---------------------- | ------------------------- | ---------------------------- | -------------------------- |
|                        | Конец XIX — начало XX вв. | Жилой дом                    | Максима Горького ул., 5    |
|                        | Конец XIX — начало XX вв. | Жилой дом                    | Максима Горького ул., 6    |
|                        | Конец XIX — начало XX вв. | Жилой дом                    | Максима Горького ул., 8    |
|                        | Конец XIX — начало XX вв. | Жилой дом                    | Максима Горького ул., 35   |
|                        | Конец XIX — начало XX вв. | Дом мещанина Сергея Соболева | Максима Горького ул., 129  |
|                        | Конец XIX — начало XX вв. | Дом цехового Сергея Павлова  | Максима Горького ул., 129А |
|                        | Конец XIX — начало XX вв. | Жилой дом                    | Максима Горького ул., 131  |
|                        | Конец XIX — начало XX вв. | Жилой дом                    | Максима Горького ул., 266  |
|                        | Конец XIX — начало XX вв. | Жилой дом                    | Максима Горького ул., 268  |
|                        | Конец XIX — начало XX вв. | Жилой дом                    | Максима Горького ул., 270  |
|                        | 1904                      | Дом Е. А. Таланова           | Максима Горького ул., 272  |
|                        | Конец XIX — начало XX вв. | Жилой дом                    | Максима Горького ул., 274  |

| Грузинская улица | Грузинская улица          | Грузинская улица             | Грузинская улица    |
| Изображение      | Датировка                 | Наименование                 | Местонахождение     |
| ---------------- | ------------------------- | ---------------------------- | ------------------- |
|                  | Конец XIX — начало XX вв. | Жилой дом (дворовый флигель) | Грузинская ул., 2Б  |
|                  | 1844—1895                 | Жилой дом А. Д. Воробьёвской | Грузинская ул., 7   |
|                  | Конец XIX — начало XX вв. | Жилой дом (дворовый флигель) | Грузинская ул., 32Б |
|                  | Конец XIX — начало XX вв. | Жилой дом                    | Грузинская ул., 37  |

| Добролюбова улица | Добролюбова улица         | Добролюбова улица                               | Добролюбова улица   |
| Изображение       | Датировка                 | Наименование                                    | Местонахождение     |
| ----------------- | ------------------------- | ----------------------------------------------- | ------------------- |
|                   | 1917                      | Доходный дом усадьбы мещанки Добы Зельдовны Гак | Добролюбова ул., 4  |
|                   | 1917                      | Доходный дом усадьбы мещанки Добы Зельдовны Гак | Добролюбова ул., 4а |
|                   | Конец XIX — начало XX вв. | Жилой дом                                       | Добролюбова ул., 6  |

| Звездинка улица | Звездинка улица           | Звездинка улица | Звездинка улица   |
| Изображение     | Датировка                 | Наименование    | Местонахождение   |
| --------------- | ------------------------- | --------------- | ----------------- |
|                 | Конец XIX — начало XX вв. | Жилой дом       | Звездинка ул., 14 |

| Ильинская улица | Ильинская улица           | Ильинская улица                                     | Ильинская улица           |
| Изображение     | Датировка                 | Наименование                                        | Местонахождение           |
| --------------- | ------------------------- | --------------------------------------------------- | ------------------------- |
|                 | 1896                      | Дом купца А. Каменева                               | ул. Ильинская, 99         |
|                 | Не позже 1849             | Жилой дом с торговой лавкой                         | ул. Ильинская, 117, 117-а |
|                 | 1867                      | Дом титулярного советника А. Н. Лебединского        | ул. Ильинская, 119        |
|                 | Конец XIX — начало XX вв. | Дом П. И. Гусевой (Библиотека им. Г. И. Успенского) | Ильинская ул., 146        |

| Ковалихинская улица | Ковалихинская улица       | Ковалихинская улица | Ковалихинская улица    |
| Изображение         | Датировка                 | Наименование        | Местонахождение        |
| ------------------- | ------------------------- | ------------------- | ---------------------- |
|                     | Конец XIX — начало XX вв. | Жилой дом           | Ковалихинская ул., 16  |
|                     | 1839                      | Дом П. Рычковой     | ул. Ковалихинская, 20  |
|                     | Конец XIX — начало XX вв. | Жилой дом           | Ковалихинская ул., 90  |
|                     | Конец XIX — начало XX вв. | Жилой дом           | Ковалихинская ул., 94  |
|                     | Конец XIX — начало XX вв. | Жилой дом           | Ковалихинская ул., 100 |

| Короленко улица | Короленко улица           | Короленко улица | Короленко улица   |
| Изображение     | Датировка                 | Наименование    | Местонахождение   |
| --------------- | ------------------------- | --------------- | ----------------- |
|                 | Конец XIX — начало XX вв. | Жилой дом       | Короленко ул., 44 |

| Костина улица | Костина улица             | Костина улица | Костина улица   |
| Изображение   | Датировка                 | Наименование  | Местонахождение |
| ------------- | ------------------------- | ------------- | --------------- |
|               | Конец XIX — начало XX вв. | Жилой дом     | Костина ул., 5  |
|               | Конец XIX — начало XX вв. | Жилой дом     | Костина ул., 24 |

| Лыковая Дамба | Лыковая Дамба | Лыковая Дамба | Лыковая Дамба         |
| Изображение   | Датировка     | Наименование  | Местонахождение       |
| ------------- | ------------- | ------------- | --------------------- |
|               | XIX век       | Жилой дом     | Лыковая Дамба ул., 4А |

| Малая Ямская улица | Малая Ямская улица        | Малая Ямская улица       | Малая Ямская улица   |
| Изображение        | Датировка                 | Наименование             | Местонахождение      |
| ------------------ | ------------------------- | ------------------------ | -------------------- |
|                    | Конец XIX — начало XX вв. | Жилой дом                | Малая Ямская ул., 2  |
|                    | Конец XIX — начало XX вв. | Дом купца Мездрякова     | Малая Ямская ул., 3  |
|                    | Конец XIX — начало XX вв. | Жилой дом                | Малая Ямская ул., 11 |
|                    | Конец XIX — начало XX вв. | Жилой дом И. И. Пименова | Малая Ямская ул., 19 |
|                    | Конец XIX — начало XX вв. | Жилой дом                | Малая Ямская ул., 20 |
|                    | Конец XIX — начало XX вв. | Жилой дом                | Малая Ямская ул., 22 |
|                    | Конец XIX — начало XX вв. | Жилой дом                | Малая Ямская ул., 25 |
|                    | Конец XIX — начало XX вв. | Жилой дом                | Малая Ямская ул., 26 |
|                    | Конец XIX — начало XX вв. | Жилой дом                | Малая Ямская ул., 27 |
|                    | Конец XIX — начало XX вв. | Жилой дом                | Малая Ямская ул., 28 |
|                    | Конец XIX — начало XX вв. | Жилой дом                | Малая Ямская ул., 30 |
|                    | Конец XIX — начало XX вв. | Жилой дом                | Малая Ямская ул., 32 |
|                    | Конец XIX — начало XX вв. | Жилой дом                | Малая Ямская ул., 37 |
|                    | Конец XIX — начало XX вв. | Жилой дом                | Малая Ямская ул., 39 |

| Маслякова улица | Маслякова улица           | Маслякова улица | Маслякова улица   |
| Изображение     | Датировка                 | Наименование    | Местонахождение   |
| --------------- | ------------------------- | --------------- | ----------------- |
|                 | Конец XIX — начало XX вв. | Жилой дом       | Маслякова ул., 12 |
|                 | Конец XIX — начало XX вв. | Жилой дом       | Маслякова ул., 20 |
|                 | Конец XIX — начало XX вв. | Жилой дом       | Маслякова ул., 22 |
|                 | Конец XIX — начало XX вв. | Жилой дом       | Маслякова ул., 30 |

| Мельничный переулок | Мельничный переулок | Мельничный переулок | Мельничный переулок |
| Изображение         | Датировка           | Наименование        | Местонахождение     |
| ------------------- | ------------------- | ------------------- | ------------------- |
|                     | 1840—1841           | Дом М. Водовозовой  | пер. Мельничный, 5  |

| Минина улица | Минина улица              | Минина улица                | Минина улица    |
| Изображение  | Датировка                 | Наименование                | Местонахождение |
| ------------ | ------------------------- | --------------------------- | --------------- |
|              | Конец XIX — начало XX вв. | Жилой дом с торговой лавкой | Минина ул., 39  |

| Невзоровых улица | Невзоровых улица          | Невзоровых улица | Невзоровых улица    |
| Изображение      | Датировка                 | Наименование     | Местонахождение     |
| ---------------- | ------------------------- | ---------------- | ------------------- |
|                  | Конец XIX — начало XX вв. | Жилой дом        | Невзоровых ул., 12  |
|                  | Конец XIX — начало XX вв. | Жилой дом        | Невзоровых ул., 16  |
|                  | Конец XIX — начало XX вв. | Жилой дом        | Невзоровых ул., 16а |
|                  | Конец XIX — начало XX вв. | Жилой дом        | Невзоровых ул., 20  |
|                  | Конец XIX — начало XX вв. | Жилой дом        | Невзоровых ул., 22  |
|                  | Конец XIX — начало XX вв. | Жилой дом        | Невзоровых ул., 24  |
|                  | Конец XIX — начало XX вв. | Жилой дом        | Невзоровых ул., 46  |
|                  | Конец XIX — начало XX вв. | Жилой дом        | Невзоровых ул., 48  |
|                  | Конец XIX — начало XX вв. | Жилой дом        | Невзоровых ул., 50  |

| Нестерова улица | Нестерова улица           | Нестерова улица | Нестерова улица    |
| Изображение     | Датировка                 | Наименование    | Местонахождение    |
| --------------- | ------------------------- | --------------- | ------------------ |
|                 | Конец XIX — начало XX вв. | Жилой дом       | Нестерова ул., 35  |
|                 | Конец XIX — начало XX вв. | Жилой дом       | Нестерова ул., 39  |
|                 | Конец XIX — начало XX вв. | Жилой дом       | Нестерова ул., 39а |
|                 | Конец XIX — начало XX вв. | Жилой дом       | Нестерова ул., 41  |
|                 | Конец XIX — начало XX вв. | Жилой дом       | Нестерова ул., 35  |

| Нижегородская улица | Нижегородская улица       | Нижегородская улица | Нижегородская улица   |
| Изображение         | Датировка                 | Наименование        | Местонахождение       |
| ------------------- | ------------------------- | ------------------- | --------------------- |
|                     | Конец XIX — начало XX вв. | Жилой дом           | Нижегородская ул., 7  |
|                     | Конец XIX — начало XX вв. | Жилой дом           | Нижегородская ул., 11 |
|                     | Конец XIX — начало XX вв. | Жилой дом           | Нижегородская ул., 18 |
|                     | Конец XIX — начало XX вв. | Жилой дом           | Нижегородская ул., 20 |
|                     | Конец XIX — начало XX вв. | Жилой дом           | Нижегородская ул., 23 |
|                     | Конец XIX — начало XX вв. | Жилой дом           | Нижегородская ул., 33 |

| Новая улица | Новая улица | Новая улица                            | Новая улица     |
| Изображение | Датировка   | Наименование                           | Местонахождение |
| ----------- | ----------- | -------------------------------------- | --------------- |
|             | 1857        | Дом горбатовской мещанки Н. Богдановой | ул. Новая, 13   |

| Новосолдатская улица | Новосолдатская улица      | Новосолдатская улица | Новосолдатская улица   |
| Изображение          | Датировка                 | Наименование         | Местонахождение        |
| -------------------- | ------------------------- | -------------------- | ---------------------- |
|                      | Конец XIX — начало XX вв. | Жилой дом            | Новосолдатская ул., 1  |
|                      | Конец XIX — начало XX вв. | Жилой дом            | Новосолдатская ул., 7  |
|                      | Конец XIX — начало XX вв. | Жилой дом            | Новосолдатская ул., 7а |
|                      | Конец XIX — начало XX вв. | Жилой дом            | Новосолдатская ул., 9а |
|                      | Конец XIX — начало XX вв. | Жилой дом            | Новосолдатская ул., 10 |
|                      | Конец XIX — начало XX вв. | Жилой дом            | Новосолдатская ул., 14 |
|                      | Конец XIX — начало XX вв. | Жилой дом            | Новосолдатская ул., 15 |
|                      | Конец XIX — начало XX вв. | Жилой дом            | Новосолдатская ул., 16 |
|                      | Конец XIX — начало XX вв. | Жилой дом            | Новосолдатская ул., 17 |

| Обозная улица | Обозная улица             | Обозная улица | Обозная улица   |
| Изображение   | Датировка                 | Наименование  | Местонахождение |
| ------------- | ------------------------- | ------------- | --------------- |
|               | Конец XIX — начало XX вв. | Жилой дом     | Обозная ул., 1  |
|               | Конец XIX — начало XX вв. | Жилой дом     | Обозная ул., 3  |
|               | Конец XIX — начало XX вв. | Жилой дом     | Обозная ул., 5  |
|               | Конец XIX — начало XX вв. | Жилой дом     | Обозная ул., 9  |
|               | Конец XIX — начало XX вв. | Жилой дом     | Обозная ул., 11 |

| Октябрьская улица | Октябрьская улица         | Октябрьская улица        | Октябрьская улица   |
| Изображение       | Датировка                 | Наименование             | Местонахождение     |
| ----------------- | ------------------------- | ------------------------ | ------------------- |
|                   | Начало XX века            | Дом П. Лелькова (модерн) | Октябрьская ул., 27 |
|                   | Конец XIX — начало XX вв. | Жилой дом                | Октябрьская ул., 34 |

| Ошарская улица | Ошарская улица            | Ошарская улица | Ошарская улица    |
| Изображение    | Датировка                 | Наименование   | Местонахождение   |
| -------------- | ------------------------- | -------------- | ----------------- |
|                | Конец XIX — начало XX вв. | Жилой дом      | Ошарская ул., 7   |
|                | Конец XIX — начало XX вв. | Жилой дом      | Ошарская ул., 11а |

| Пискунова улица | Пискунова улица           | Пискунова улица | Пискунова улица    |
| Изображение     | Датировка                 | Наименование    | Местонахождение    |
| --------------- | ------------------------- | --------------- | ------------------ |
|                 | Конец XIX — начало XX вв. | Жилой дом       | Пискунова ул., 18  |
|                 | Конец XIX — начало XX вв. | Жилой дом       | Пискунова ул., 18Б |
|                 | Конец XIX — начало XX вв. | Жилой дом       | Пискунова ул., 18В |
|                 | Конец XIX — начало XX вв. | Жилой дом       | Пискунова ул., 18Г |

| Плотничный переулок | Плотничный переулок       | Плотничный переулок | Плотничный переулок |
| Изображение         | Датировка                 | Наименование        | Местонахождение     |
| ------------------- | ------------------------- | ------------------- | ------------------- |
|                     | Конец XIX — начало XX вв. | Жилой дом           | Плотничный пер., 10 |
|                     | Конец XIX — начало XX вв. | Жилой дом           | Плотничный пер., 12 |
|                     | Конец XIX — начало XX вв. | Жилой дом           | Плотничный пер., 18 |
|                     | Конец XIX — начало XX вв. | Жилой дом           | Плотничный пер., 20 |
|                     | Конец XIX — начало XX вв. | Жилой дом           | Плотничный пер., 24 |
|                     | Конец XIX — начало XX вв. | Жилой дом           | Плотничный пер., 26 |

| Почаинская улица | Почаинская улица          | Почаинская улица             | Почаинская улица    |
| Изображение      | Датировка                 | Наименование                 | Местонахождение     |
| ---------------- | ------------------------- | ---------------------------- | ------------------- |
|                  | Конец XIX — начало XX вв. | Жилой дом                    | Почаинская ул., 25  |
|                  | 1890                      | Нижегородское речное училище | Почаинская ул., 27А |

| Почтовый съезд | Почтовый съезд            | Почтовый съезд | Почтовый съезд     |
| Изображение    | Датировка                 | Наименование   | Местонахождение    |
| -------------- | ------------------------- | -------------- | ------------------ |
|                | Конец XIX — начало XX вв. | Жилой дом      | Почтовый съезд, 17 |
|                | Конец XIX — начало XX вв. | Жилой дом      | Почтовый съезд, 19 |

| Провиантская улица | Провиантская улица        | Провиантская улица | Провиантская улица    |
| Изображение        | Датировка                 | Наименование       | Местонахождение       |
| ------------------ | ------------------------- | ------------------ | --------------------- |
|                    | 1904                      | Дом И. П. Тет      | Провиантская ул., 8   |
|                    | Конец XIX — начало XX вв. | Жилой дом          | Провиантская ул., 16А |
|                    | Конец XIX — начало XX вв. | Жилой дом          | Провиантская ул., 31  |

| Семашко улица | Семашко улица | Семашко улица                                                       | Семашко улица   |
| Изображение   | Датировка     | Наименование                                                        | Местонахождение |
| ------------- | ------------- | ------------------------------------------------------------------- | --------------- |
|               | Не позже 1881 | Главный дом усадьбы Киршбаумов                                      | ул. Семашко, 17 |
|               | 1900          | Благовещенское городское начальное училище (арх. П. П. Малиновский) | Семашко ул., 23 |

| Сергиевская улица | Сергиевская улица         | Сергиевская улица | Сергиевская улица   |
| Изображение       | Датировка                 | Наименование      | Местонахождение     |
| ----------------- | ------------------------- | ----------------- | ------------------- |
|                   | Конец XIX — начало XX вв. | Жилой дом         | Сергиевская ул., 20 |

| Славянская улица | Славянская улица          | Славянская улица | Славянская улица     |
| Изображение      | Датировка                 | Наименование     | Местонахождение      |
| ---------------- | ------------------------- | ---------------- | -------------------- |
|                  | Конец XIX — начало XX вв. | Жилой дом        | Славянская ул., 49   |
|                  | Конец XIX — начало XX вв. | Жилой дом        | Славянская ул., 49Б  |
|                  | Конец XIX — начало XX вв. | Жилой дом        | Славянская ул., 51   |
|                  | Конец XIX — начало XX вв. | Жилой дом        | Славянская ул., 53   |
|                  | Конец XIX — начало XX вв. | Жилой дом        | Славянская ул., 49   |
|                  | Конец XIX — начало XX вв. | Жилой дом        | Славянская ул., 55/7 |
|                  | Конец XIX — начало XX вв. | Жилой дом        | Славянская ул., 55А  |

| Соревнования улица | Соревнования улица        | Соревнования улица | Соревнования улица   |
| Изображение        | Датировка                 | Наименование       | Местонахождение      |
| ------------------ | ------------------------- | ------------------ | -------------------- |
|                    | Конец XIX — начало XX вв. | Жилой дом          | Соревнования ул., 10 |
|                    | Конец XIX — начало XX вв. | Жилой дом          | Соревнования ул., 12 |

| Студёная улица | Студёная улица            | Студёная улица                            | Студёная улица       |
| Изображение    | Датировка                 | Наименование                              | Местонахождение      |
| -------------- | ------------------------- | ----------------------------------------- | -------------------- |
|                | Конец XIX — начало XX вв. | Жилые дома М. Землянской                  | Студёная ул., 12, 14 |
|                | Конец XIX — начало XX вв. | Жилой дом                                 | Студёная ул., 36     |
|                | Конец XIX — начало XX вв. | Жилой дом                                 | Студёная ул., 38     |
|                | XIX век                   | Дом О. И. Кастальской                     | ул. Студёная, 39     |
|                | Конец XIX — начало XX вв. | Жилой дом                                 | Студёная ул., 47     |
|                | Конец XIX — начало XX вв. | Жилой дом                                 | Студёная ул., 52     |
|                | 1884                      | Дом арзамасского мещанина В. Н. Аркадьева | ул. Студёная, 54     |
|                | Конец XIX — начало XX вв. | Жилой дом                                 | Студёная ул., 56     |

| Ульянова улица | Ульянова улица            | Ульянова улица | Ульянова улица   |
| Изображение    | Датировка                 | Наименование   | Местонахождение  |
| -------------- | ------------------------- | -------------- | ---------------- |
|                | Конец XIX — начало XX вв. | Жилой дом      | Ульянова ул., 34 |
|                | Конец XIX — начало XX вв. | Жилой дом      | Ульянова ул., 52 |

| Университетский переулок | Университетский переулок  | Университетский переулок | Университетский переулок |
| Изображение              | Датировка                 | Наименование             | Местонахождение          |
| ------------------------ | ------------------------- | ------------------------ | ------------------------ |
|                          | Конец XIX — начало XX вв. | Жилой дом                | Университетский пер., 1  |

| Холодный переулок | Холодный переулок         | Холодный переулок | Холодный переулок     |
| Изображение       | Датировка                 | Наименование      | Местонахождение       |
| ----------------- | ------------------------- | ----------------- | --------------------- |
|                   | Конец XIX — начало XX вв. | Жилой дом         | Холодный переулок, 16 |

| Чернышевского улица | Чернышевского улица       | Чернышевского улица | Чернышевского улица   |
| Изображение         | Датировка                 | Наименование        | Местонахождение       |
| ------------------- | ------------------------- | ------------------- | --------------------- |
|                     | Конец XIX — начало XX вв. | Жилой дом           | Чернышевского ул., 1  |
|                     | Конец XIX — начало XX вв. | Жилой дом           | Чернышевского ул., 5  |
|                     | Конец XIX — начало XX вв. | Жилой дом           | Чернышевского ул., 6  |
|                     | Конец XIX — начало XX вв. | Жилой дом           | Чернышевского ул., 10 |
|                     | Конец XIX — начало XX вв. | Жилой дом           | Чернышевского ул., 11 |
|                     | Конец XIX — начало XX вв. | Жилой дом           | Чернышевского ул., 12 |
|                     | Конец XIX — начало XX вв. | Жилой дом           | Чернышевского ул., 13 |
|                     | Конец XIX — начало XX вв. | Жилой дом           | Чернышевского ул., 14 |
|                     | Конец XIX — начало XX вв. | Жилой дом           | Чернышевского ул., 18 |

| Шевченко улица | Шевченко улица            | Шевченко улица | Шевченко улица   |
| Изображение    | Датировка                 | Наименование   | Местонахождение  |
| -------------- | ------------------------- | -------------- | ---------------- |
|                | Конец XIX — начало XX вв. | Жилой дом      | Шевченко ул., 5  |
|                | Конец XIX — начало XX вв. | Жилой дом      | Шевченко ул., 9  |
|                | Конец XIX — начало XX вв. | Жилой дом      | Шевченко ул., 13 |

| Ярославская улица | Ярославская улица         | Ярославская улица | Ярославская улица   |
| Изображение       | Датировка                 | Наименование      | Местонахождение     |
| ----------------- | ------------------------- | ----------------- | ------------------- |
|                   | Конец XIX — начало XX вв. | Жилой дом         | Ярославская ул., 11 |

| 3-я Ямская улица | 3-я Ямская улица | 3-я Ямская улица                       | 3-я Ямская улица   |
| Изображение      | Датировка        | Наименование                           | Местонахождение    |
| ---------------- | ---------------- | -------------------------------------- | ------------------ |
|                  | 1899             | Ильинское Приходское начальное училище | ул. 3-я Ямская, 15 |

| Рабочий посёлок телефонного завода товарищества «Сименс и Гальске» | Рабочий посёлок телефонного завода товарищества «Сименс и Гальске» | Рабочий посёлок телефонного завода товарищества «Сименс и Гальске» | Рабочий посёлок телефонного завода товарищества «Сименс и Гальске» |
| Изображение                                                        | Датировка                                                          | Наименование                                                       | Местонахождение                                                    |
| ------------------------------------------------------------------ | ------------------------------------------------------------------ | ------------------------------------------------------------------ | ------------------------------------------------------------------ |
|                                                                    | 1915—1917                                                          | Рабочий посёлок телефонного завода товарищества «Сименс и Гальске» | Азовская ул., 12, 14, 15, 16, 17, 18; Гагарина пр., 51, 53, 55     |

| Ансамбль жилой застройки «Красный квартал» | Ансамбль жилой застройки «Красный квартал» | Ансамбль жилой застройки «Красный квартал» | Ансамбль жилой застройки «Красный квартал»                                                                                       |
| Изображение                                | Датировка                                  | Наименование                               | Местонахождение |
| ------------------------------------------ | ------------------------------------------ | ------------------------------------------ | --- |
|                                            | 1927—1928                                  | Ансамбль жилой застройки «Красный квартал» | Белинского ул., № 33, 35, 35А, 37, 39; Тверская ул., № 14, 16; Невзоровых ул., № 19, 21, 23, 25, 28, 30, 32; Ашхабадская ул., 15 |

| Рабочий посёлок им. Володарского | Рабочий посёлок им. Володарского | Рабочий посёлок им. Володарского | Рабочий посёлок им. Володарского                                                                |
| Изображение                      | Датировка                        | Наименование                     | Местонахождение                                                                                 |
| -------------------------------- | -------------------------------- | -------------------------------- | ----------------------------------------------------------------------------------------------- |
|                                  | 1922—1923                        | Рабочий посёлок им. Володарского | Зеленодольская ул., 49, 51, 53, 55; Войкова ул., 5, 7; Самарина пер., 3; Бориса Самарина ул., 4 |

### Бывшие сёла, вошедшие в состав города
Указаны дома, владельцы которых сохранили деревянный резной декор (в основном дома, упоминаемые в исследованиях). На территории современных микрорайонов Старое Сормово — Починки — Копосово — Высоково сохранился обширный массив застройки деревянными домами деревенского типа XIX — начала XX веков с уникальным сормовским декором.
| Большая Починковская улица | Большая Починковская улица | Большая Починковская улица | Большая Починковская улица   |
| Изображение                | Датировка                  | Наименование               | Местонахождение              |
| -------------------------- | -------------------------- | -------------------------- | ---------------------------- |
|                            | Конец XIX — начало XX вв.  | Жилой дом                  | Большая Починковская ул., 12 |
|                            | Конец XIX — начало XX вв.  | Жилой дом                  | Большая Починковская ул., 14 |
|                            | Конец XIX — начало XX вв.  | Жилой дом                  | Большая Починковская ул., 18 |
|                            | Конец XIX — начало XX вв.  | Жилой дом                  | Большая Починковская ул., 20 |
|                            | Конец XIX — начало XX вв.  | Жилой дом                  | Большая Починковская ул., 22 |
|                            | 1895                       | Жилой дом                  | Большая Починковская ул., 24 |
|                            | Конец XIX — начало XX вв.  | Жилой дом                  | Большая Починковская ул., 30 |
|                            | Конец XIX — начало XX вв.  | Жилой дом                  | Большая Починковская ул., 34 |
|                            | Конец XIX — начало XX вв.  | Жилой дом                  | Большая Починковская ул., 36 |
|                            | Конец XIX — начало XX вв.  | Жилой дом                  | Большая Починковская ул., 38 |
|                            | Конец XIX — начало XX вв.  | Жилой дом                  | Большая Починковская ул., 35 |
|                            | Конец XIX — начало XX вв.  | Жилой дом                  | Большая Починковская ул., 40 |
|                            | Конец XIX — начало XX вв.  | Жилой дом                  | Большая Починковская ул., 42 |
|                            | Конец XIX — начало XX вв.  | Жилой дом                  | Большая Починковская ул., 44 |
|                            | Конец XIX — начало XX вв.  | Жилой дом                  | Большая Починковская ул., 50 |
|                            | Конец XIX — начало XX вв.  | Жилой дом                  | Большая Починковская ул., 56 |
|                            | Конец XIX — начало XX вв.  | Жилой дом                  | Большая Починковская ул., 58 |
|                            | Конец XIX — начало XX вв.  | Жилой дом                  | Большая Починковская ул., 66 |

| Коминтерна улица | Коминтерна улица          | Коминтерна улица | Коминтерна улица         |
| Изображение      | Датировка                 | Наименование     | Местонахождение          |
| ---------------- | ------------------------- | ---------------- | ------------------------ |
|                  | Конец XIX — начало XX вв. | Жилой дом        | Коминтерна ул., 185      |
|                  | 1858                      | Жилой дом        | Коминтерна ул., 193      |
|                  | 1893                      | Жилой дом        | ул. Коминтерна, 205      |
|                  | 1885                      | Жилой дом        | Коминтерна ул., 209      |
|                  | 1845                      | Жилой дом        | Коминтерна ул., 213      |
|                  | Конец XIX — начало XX вв. | Жилые дома       | Коминтерна ул., 326, 330 |

| КИМа улица  | КИМа улица                | КИМа улица                         | КИМа улица      |
| Изображение | Датировка                 | Наименование                       | Местонахождение |
| ----------- | ------------------------- | ---------------------------------- | --------------- |
|             | Конец XIX — начало XX вв. | Жилой дом                          | КИМа ул., 90    |
|             | 1849                      | Жилой дом (Дом Климова в Копосове) | КИМа ул., 91    |
|             | Конец XIX — начало XX вв. | Жилой дом                          | КИМа ул., 98    |
|             | Конец XIX — начало XX вв. | Жилой дом                          | КИМа ул., 99    |
|             | Конец XIX — начало XX вв. | Жилой дом                          | КИМа ул., 104   |
|             | Конец XIX — начало XX вв. | Жилой дом                          | КИМа ул., 105   |
|             | Конец XIX — начало XX вв. | Жилой дом                          | КИМа ул., 107   |
|             | Конец XIX — начало XX вв. | Жилой дом                          | КИМа ул., 108   |
|             | Конец XIX — начало XX вв. | Жилой дом                          | КИМа ул., 110   |
|             | Конец XIX — начало XX вв. | Жилой дом                          | КИМа ул., 111   |
|             | Конец XIX — начало XX вв. | Жилой дом                          | КИМа ул., 113   |
|             | Конец XIX — начало XX вв. | Жилой дом                          | КИМа ул., 114   |
|             | Конец XIX — начало XX вв. | Жилой дом                          | КИМа ул., 116а  |
|             | Конец XIX — начало XX вв. | Жилой дом                          | КИМа ул., 117   |
|             | Конец XIX — начало XX вв. | Жилой дом                          | КИМа ул., 120   |
|             | Конец XIX — начало XX вв. | Жилой дом                          | КИМа ул., 122   |
|             | 1849                      | Жилой дом                          | КИМа ул., 151   |
|             | 1849                      | Жилой дом                          | КИМа ул., 163   |

| Свободы улица | Свободы улица             | Свободы улица | Свободы улица   |
| Изображение   | Датировка                 | Наименование  | Местонахождение |
| ------------- | ------------------------- | ------------- | --------------- |
|               | Конец XIX — начало XX вв. | Жилой дом     | Свободы ул., 16 |
|               | Конец XIX — начало XX вв. | Жилой дом     | Свободы ул., 18 |
|               | Конец XIX — начало XX вв. | Жилой дом     | Свободы ул., 24 |
|               | Конец XIX — начало XX вв. | Жилой дом     | Свободы ул., 28 |
|               | Конец XIX — начало XX вв. | Жилой дом     | Свободы ул., 34 |
|               | Конец XIX — начало XX вв. | Жилой дом     | Свободы ул., 36 |
|               | Конец XIX — начало XX вв. | Жилой дом     | Свободы ул., 54 |
|               | Конец XIX — начало XX вв. | Жилой дом     | Свободы ул., 56 |
|               | Конец XIX — начало XX вв. | Жилой дом     | Свободы ул., 58 |
|               | Конец XIX — начало XX вв. | Жилой дом     | Свободы ул., 60 |

| Общественный переулок | Общественный переулок     | Общественный переулок | Общественный переулок |
| Изображение           | Датировка                 | Наименование          | Местонахождение       |
| --------------------- | ------------------------- | --------------------- | --------------------- |
|                       | Конец XIX — начало XX вв. | Жилой дом             | Общественный пер., 13 |

| \| Гордеевская улица \| Гордеевская улица \| Гордеевская улица \| Гордеевская улица \| \| Изображение \| Датировка \| Наименование \| Местонахождение \| \| ----------------- \| ------------------------- \| --------------------- \| -------------------- \| \| \| Конец XIX — начало XX вв. \| Жилой дом \| Гордеевская ул., 53 \| \| \| Конец XIX — начало XX вв. \| Дом купцов Батуркиных \| Гордеевская ул., 131 \| \| \| Конец XIX — начало XX вв. \| Жилой дом \| Гордеевская ул., 155 \| \| \| Конец XIX — начало XX вв. \| Жилой дом \| Гордеевская ул., 159 \| \| \| Конец XIX — начало XX вв. \| Жилой дом \| Гордеевская ул., 181 \| \| \| Конец XIX — начало XX вв. \| Жилой дом \| Гордеевская ул., 183 \| \| \| Конец XIX — начало XX вв. \| Жилой дом \| Гордеевская ул., 187 \| |                           |                       |                      |
| Гордеевская улица |                           |                       |                      |
| Изображение | Датировка                 | Наименование          | Местонахождение      |
| | Конец XIX — начало XX вв. | Жилой дом             | Гордеевская ул., 53  |
| | Конец XIX — начало XX вв. | Дом купцов Батуркиных | Гордеевская ул., 131 |
| | Конец XIX — начало XX вв. | Жилой дом             | Гордеевская ул., 155 |
| | Конец XIX — начало XX вв. | Жилой дом             | Гордеевская ул., 159 |
| | Конец XIX — начало XX вв. | Жилой дом             | Гордеевская ул., 181 |
| | Конец XIX — начало XX вв. | Жилой дом             | Гордеевская ул., 183 |
| | Конец XIX — начало XX вв. | Жилой дом             | Гордеевская ул., 187 |

| Красный пахарь улица | Красный пахарь улица      | Красный пахарь улица | Красный пахарь улица                  |
| Изображение          | Датировка                 | Наименование         | Местонахождение                       |
| -------------------- | ------------------------- | -------------------- | ------------------------------------- |
|                      | Конец XIX — начало XX вв. | Жилые дома           | Красный пахарь ул., 5, 12, 17, 19, 21 |

| Народная улица | Народная улица            | Народная улица | Народная улица          |
| Изображение    | Датировка                 | Наименование   | Местонахождение         |
| -------------- | ------------------------- | -------------- | ----------------------- |
|                | Конец XIX — начало XX вв. | Жилые дома     | Народная ул., 5, 15, 23 |

| Нефтегазовая улица | Нефтегазовая улица        | Нефтегазовая улица | Нефтегазовая улица           |
| Изображение        | Датировка                 | Наименование       | Местонахождение              |
| ------------------ | ------------------------- | ------------------ | ---------------------------- |
|                    | Конец XIX — начало XX вв. | Жилые дома         | Нефтегазовская ул., 1, 3, 6, |

| Узкая улица | Узкая улица               | Узкая улица  | Узкая улица             |
| Изображение | Датировка                 | Наименование | Местонахождение         |
| ----------- | ------------------------- | ------------ | ----------------------- |
|             | Конец XIX — начало XX вв. | Жилые дома   | Узкая ул., 5, 9, 15, 17 |

| Ушинского улица | Ушинского улица           | Ушинского улица | Ушинского улица                     |
| Изображение     | Датировка                 | Наименование    | Местонахождение                     |
| --------------- | ------------------------- | --------------- | ----------------------------------- |
|                 | Конец XIX — начало XX вв. | Жилые дома      | Ушинского ул., 1, 2, 12, 14, 16, 18 |

### Утраченное
Указаны дома, относившиеся к памятникам и ценным объектам. За период 2006—2018 годов, когда губернатором области был Валерий Шанцев, а руководителем регионального управления по охране культурного наследия Владимир Хохлов, в Нижнем Новгороде было снято с охраны 80 памятников архитектуры и истории, утрачена половина домов деревянного зодчества, обладавших признаками историко-культурного наследия.
| Академика Блохиной улица | Академика Блохиной улица | Академика Блохиной улица | Академика Блохиной улица   |            | |
| Изображение              | Датировка                | Наименование             | Местонахождение            | Дата сноса | Примечание |
| ------------------------ | ------------------------ | ------------------------ | -------------------------- | ---------- | --- |
|                          | Конец XIX века           | Жилой дом                | Академика Блохиной ул., 4а | 2007       | |
|                          | Конец XIX века           | Дом З. Апраксина         | Академика Блохиной ул., 5в | 2000-е     | Расположенный внутри квартала дом был украшен изящной, тонкой глухой резьбой. Снесён для расчистки территории под элитный жилой комплекс. |
|                          | Конец XIX века           | Жилой дом                | Академика Блохиной ул., 6  | 2007       | |
|                          | Конец XIX века           | Жилой дом                | Академика Блохиной ул., 6а | 2007       | |
|                          | Конец XIX века           | Жилой дом                | Академика Блохиной ул., 8  | 2007       | |
|                          | XIX век, 1906            | Дом Т. А. Громовой       | Академика Блохиной ул., 9  | 2007       | |

| Александровский сад | Александровский сад | Александровский сад | Александровский сад |              |            |
| Изображение         | Датировка           | Наименование        | Местонахождение     | Дата сноса   | Примечание |
| ------------------- | ------------------- | ------------------- | ------------------- | ------------ | ---------- |
|                     | Начало XX века      | Беседка             | Александровский сад | До 1991 года |            |

| Алексеевская улица | Алексеевская улица | Алексеевская улица | Алексеевская улица   |            |            |
| Изображение        | Датировка          | Наименование       | Местонахождение      | Дата сноса | Примечание |
| ------------------ | ------------------ | ------------------ | -------------------- | ---------- | ---------- |
|                    | XIX век            | Жилой дом          | Алексеевская ул., 35 | 2018       |            |

| Большая Покровская улица | Большая Покровская улица | Большая Покровская улица | Большая Покровская улица    |             |            |
| Изображение              | Датировка                | Наименование             | Местонахождение             | Дата сноса  | Примечание |
| ------------------------ | ------------------------ | ------------------------ | --------------------------- | ----------- | ---------- |
|                          | Конец XIX века           | Жилой дом                | Большая Покровская ул., 62  | 2005        |            |
|                          | Конец XIX века           | Жилой дом                | Большая Покровская ул., 64  | 2005        |            |
|                          | Конец XIX века           | Дом А. Н. Антюкова       | Большая Покровская ул., 66  | 2000-е      |            |
|                          | Конец XIX века           | Жилой дом                | Большая Покровская ул., 78  | 2000-е      |            |
|                          | Конец XIX века           | Жилой дом                | Большая Покровская ул., 80  | 2000-е годы |            |
|                          | Конец XIX века           | Жилой дом                | Большая Покровская ул., 82  | 2000-е годы |            |
|                          | Конец XIX века           | Жилой дом                | Большая Покровская ул., 98  | 2000-е годы |            |
|                          | Конец XIX века           | Жилой дом                | Большая Покровская ул., 99  | 2000-е годы |            |
|                          | Конец XIX века           | Жилой дом                | Большая Покровская ул., 101 | 2000-е годы |            |
|                          | Конец XIX века           | Жилой дом                | Большая Покровская ул., 103 | 2000-е годы |            |
|                          | Конец XIX века           | Жилой дом                | Большая Покровская ул., 105 | 2000-е годы |            |
|                          | Конец XIX века           | Жилой дом                | Большая Покровская ул., 107 | 2000-е годы |            |
|                          | Конец XIX века           | Жилой дом                | Большая Покровская ул., 109 | 2000-е годы |            |
|                          | 1903                     | Дом Зименского           | Большая Покровская ул., 111 | 2010        |            |

| Белинского улица | Белинского улица | Белинского улица                                | Белинского улица                     |             | |
| Изображение      | Датировка        | Наименование                                    | Местонахождение                      | Дата сноса  | Примечание |
| ---------------- | ---------------- | ----------------------------------------------- | ------------------------------------ | ----------- | --- |
|                  | Конец XIX века   | Жилой дом                                       | Белинского ул., 11                   | 2006        | |
|                  | Конец XIX века   | Жилой дом                                       | Белинского ул., 15                   | 2006        | |
|                  | Конец XIX века   | Жилой дом                                       | Белинского ул., 25                   | 2019        | |
|                  | Конец XIX века   | Жилой дом                                       | Белинского ул., 27                   | 2019        | |
|                  | Конец XIX века   | Жилой дом                                       | Белинского ул., 27а                  | 2019        | Имел статус выявленного ОКН, снят с охраны. Снесён фирмой «Юника Инвест» вместе с домами № 25, 27 для строительства жилого комплекса |
|                  | Конец XIX века   | Жилой дом                                       | Белинского ул., 36                   | 2006        | |
|                  | Конец XIX века   | Жилой дом                                       | Белинского ул., 38                   | 2006        | |
|                  | Конец XIX века   | Жилой дом                                       | Белинского ул., 40                   | 2006        | |
|                  | Конец XIX века   | Жилой дом                                       | Белинского ул., 42                   | 2006        | |
|                  | Конец XIX века   | Жилой дом                                       | Белинского ул., 44                   | 2006        | |
|                  | 1890-е гг.       | Дом мещанина В. Гудина                          | Белинского ул., 50                   | 2000-е годы | |
|                  | Конец XIX века   | Жилой дом                                       | Белинского ул., 66                   | 2006        | |
|                  | 1903             | Жилой флигель крестьянина И. Белякова           | Белинского ул., 68                   | 2006        | |
|                  | 1880-е гг.       | Дом крестьянина А. И. Перевезенцева с флигелями | Белинского ул., 68, Тверская ул., 13 | 2006        | |
|                  | Конец XIX века   | Жилой дом                                       | Белинского ул., 70                   | 2000-е      | |
|                  | Конец XIX века   | Жилой дом                                       | Белинского ул., 72                   | 2000-е      | |
|                  | Конец XIX века   | Жилой дом                                       | Белинского ул., 76                   | 2000-е      | |
|                  | Конец XIX века   | Жилой дом                                       | Белинского ул., 71                   | 2007        | |

| Большая Печерская улица | Большая Печерская улица | Большая Печерская улица | Большая Печерская улица       |             |                             |
| Изображение             | Датировка               | Наименование            | Местонахождение               | Дата сноса  | Примечание                  |
| ----------------------- | ----------------------- | ----------------------- | ----------------------------- | ----------- | --------------------------- |
|                         | Конец XIX века          | Жилой дом               | Большая Печерская ул., 51, 53 | 2010-е годы |                             |
|                         | Начало XX века          | Жилой дом               | Большая Печерская ул., 62     | 2010-е годы | Образец деревянного модерна |

| Варварская улица | Варварская улица | Варварская улица | Варварская улица   |            |            |
| Изображение      | Датировка        | Наименование     | Местонахождение    | Дата сноса | Примечание |
| ---------------- | ---------------- | ---------------- | ------------------ | ---------- | ---------- |
|                  | Конец XIX века   | Жилой дом        | Варварская ул., 27 | 2007       |            |

| Волжский откос | Волжский откос | Волжский откос   | Волжский откос                              |              |                                                                  |
| Изображение    | Датировка      | Наименование     | Местонахождение                             | Дата сноса   | Примечание                                                       |
| -------------- | -------------- | ---------------- | ------------------------------------------- | ------------ | ---------------------------------------------------------------- |
|                | Конец XIX века | Дом А. А. Зевеке | На Волжском откосе, под Георгиевской башней | до 1991 года | В здании располагалась контора пароходного общества А. А. Зевеке |

| Воровского улица | Воровского улица | Воровского улица | Воровского улица  |            |                                                                            |
| Изображение      | Датировка        | Наименование     | Местонахождение   | Дата сноса | Примечание                                                                 |
| ---------------- | ---------------- | ---------------- | ----------------- | ---------- | -------------------------------------------------------------------------- |
|                  | Начало XX века   | Жилой дом        | Воровского ул. 12 | 2010-е     | Яркий образец деревянного модерна. Снесён для размещения платной парковки. |

| Георгиевский съезд | Георгиевский съезд | Георгиевский съезд          | Георгиевский съезд |              |            |
| Изображение        | Датировка          | Наименование                | Местонахождение    | Дата сноса   | Примечание |
| ------------------ | ------------------ | --------------------------- | ------------------ | ------------ | ---------- |
|                    | 1908               | Коммерческий клуб на Откосе | Георгиевский съезд | до 1991 года |            |

| Максима Горького улица | Максима Горького улица    | Максима Горького улица                                   | Максима Горького улица    |             |                                                                |
| Изображение            | Датировка                 | Наименование                                             | Местонахождение           | Дата сноса  | Примечание                                                     |
| ---------------------- | ------------------------- | -------------------------------------------------------- | ------------------------- | ----------- | -------------------------------------------------------------- |
|                        | Конец XIX — начало XX вв. | Жилой дом                                                | Максима Горького ул., 31  | 2010-е годы |                                                                |
|                        | Конец XIX — начало XX вв. | Жилой дом                                                | Максима Горького ул., 33  | 2010-е годы |                                                                |
|                        | Конец XIX — начало XX вв. | Жилой дом                                                | Максима Горького ул., 38  | 2010-е годы |                                                                |
|                        | Начало XX века            | Дом мещанина А. Лебедева                                 | Максима Горького ул., 42  | 2000-е годы | Дом был украшен разнообразной резьбой: пропильной и накладной. |
|                        | Конец XIX — начало XX вв. | Жилой дом                                                | Максима Горького ул., 45  | 2010-е годы |                                                                |
|                        | Начало XX века            | Городская усадьба с кирпичной оградой с кованой решёткой | Максима Горького ул., 97  | 2010-е годы | Имел статус ОКН, снят с охраны                                 |
|                        | Конец XIX — начало XX вв. | Жилой дом                                                | Максима Горького ул., 133 | 2010-е годы |                                                                |
|                        | Конец XIX — начало XX вв. | Жилой дом                                                | Максима Горького ул., 135 | 2010-е годы |                                                                |
|                        | Конец XIX — начало XX вв. | Дом почтмейстера                                         | Максима Горького ул., 137 | 2010-е годы |                                                                |

| Гранитный переулок | Гранитный переулок       | Гранитный переулок                      | Гранитный переулок |             |                             |
| Изображение        | Датировка                | Наименование                            | Местонахождение    | Дата сноса  | Примечание                  |
| ------------------ | ------------------------ | --------------------------------------- | ------------------ | ----------- | --------------------------- |
|                    | Первая половина XIX века | Жилой дом                               | Гранитный пер., 1а | 2000-е годы | Архитектор Г. И. Кизеветтер |
|                    | Конец XIX века           | Жилой дом                               | Гранитный пер., 3  | 2000-е      |                             |
|                    | 1897                     | Сергеевское городское начальное училище | Гранитный пер., 5  | 2018        |                             |
|                    | Конец XIX века           | Жилой дом                               | Гранитный пер., 18 | 2000-е      |                             |

| Грузинская улица | Грузинская улица          | Грузинская улица                           | Грузинская улица   |            | |
| Изображение      | Датировка                 | Наименование                               | Местонахождение    | Дата сноса | Примечание |
| ---------------- | ------------------------- | ------------------------------------------ | ------------------ | ---------- | --- |
|                  | Начало XX века            | Дома А. Е. Ассоновой — Б. И. Красильникова | Грузинская ул., 31 | 2019       | Имел статус ОКН, снят с охраны. Яркий образец деревянного модерна. Был передан Нижегородской митрополии в безвозмездное пользование. Снесён под видом реставрации, работы проводила владимирская фирма ООО «Региональный инженерный центр». |
|                  | Конец XIX — начало XX вв. | Жилой дом                                  | Грузинская ул., 39 | 2017       | |

| Дунаева улица | Дунаева улица  | Дунаева улица | Дунаева улица   |             |            |
| Изображение   | Датировка      | Наименование  | Местонахождение | Дата сноса  | Примечание |
| ------------- | -------------- | ------------- | --------------- | ----------- | ---------- |
|               | Начало XX века | Жилой дом     | Дунаева ул., 23 | 2000-е годы |            |
|               | Начало XX века | Жилой дом     | Дунаева ул., 27 | 2000-е годы |            |

| Звездинка улица | Звездинка улица | Звездинка улица            | Звездинка улица     |             | |
| Изображение     | Датировка       | Наименование               | Местонахождение     | Дата сноса  | Примечание |
| --------------- | --------------- | -------------------------- | ------------------- | ----------- | --- |
|                 | Начало XX века  | Жилой дом М. Арсакова      | Звездинка ул., 10   | 2000-е годы | |
|                 | 1907            | Доходный дом М. И. Сизовой | Звездинка ул., 10-в | 2000-е годы | Имел статус ОКН в составе усадьбы М. И. Сизовой. После сноса был исключён из перечня отдельным постановлением губернатора Ниж. обл. |

| Ижорская улица | Ижорская улица | Ижорская улица | Ижорская улица      |             |            |
| Изображение    | Датировка      | Наименование   | Местонахождение     | Дата сноса  | Примечание |
| -------------- | -------------- | -------------- | ------------------- | ----------- | ---------- |
|                | Начало XX века | Жилой дом      | Ижорская ул., 26    | 2010-е годы |            |
|                | Начало XX века | Жилой дом      | Ижорская ул., 28/52 | 2010-е годы |            |

| Ильинская улица | Ильинская улица           | Ильинская улица                                                | Ильинская улица     |             |                                                    |
| Изображение     | Датировка                 | Наименование                                                   | Местонахождение     | Дата сноса  | Примечание                                         |
| --------------- | ------------------------- | -------------------------------------------------------------- | ------------------- | ----------- | -------------------------------------------------- |
|                 | Конец XIX века            | Жилой дом Дуплева                                              | Ильинская ул., 84   | 2015        | Имел статус ОКН. Пострадал от пожара и был снесён. |
|                 | 1899—1904                 | Дом А. К. Смирнова (Усадьба М. П. Карамзиной — А. К. Смирнова) | Ильинская ул., 114  | 2014        |                                                    |
|                 | Конец XIX — начало XX вв. | Жилой дом                                                      | Ильинская ул., 145  | 2010-е годы |                                                    |
|                 | Конец XIX — начало XX вв. | Жилой дом                                                      | Ильинская ул., 145а | 2010-е годы |                                                    |
|                 | Вторая половина XIX века  | Дом Н. Заплатина                                               | Ильинская ул., 160  | 2017 год    | Имел статус ОКН, снят с охраны                     |

| Ковалихинская улица | Ковалихинская улица       | Ковалихинская улица | Ковалихинская улица      |              | |
| Изображение         | Датировка                 | Наименование        | Местонахождение          | Дата сноса   | Примечание |
| ------------------- | ------------------------- | ------------------- | ------------------------ | ------------ | --- |
|                     | Конец XIX века            | Жилой дом           | Ковалихинская ул., 4     | 2006         | |
|                     | 1839—1840                 | Дом М. Денисовой    | Ковалихинская ул., 6     | 2006         | Архитектор Г. И. Кизеветтер. Каменно-деревянный дом принадлежал титулярной советнице Марфе Денисовой. Снесён для строительства здания Международного центра торговли. |
|                     | Конец XIX — начало XX вв. | Жилые дома          | Ковалихинская ул., 10—12 | 2020         | Дома были расселены и не ремонтировались 10 лет. По информации администрации города, здания снесены «для обеспечения безопасности граждан».                           |
|                     | Конец XIX века            | Жилой дом           | Ковалихинская ул., 31    | До 1991 года | |

| Коминтерна улица | Коминтерна улица | Коминтерна улица      | Коминтерна улица    |            | |
| Изображение      | Датировка        | Наименование          | Местонахождение     | Дата сноса | Примечание                                                                                               |
| ---------------- | ---------------- | --------------------- | ------------------- | ---------- | --- |
|                  | 1898             | Дом купца Г. Замотина | Коминтерна ул., 320 | 2000-е     | Протяжённый участок старинной застройки старого Сормово снесли под размещение парковки жилого комплекса. |

| Короленко улица | Короленко улица | Короленко улица    | Короленко улица    |             |                                                    |
| Изображение     | Датировка       | Наименование       | Местонахождение    | Дата сноса  | Примечание                                         |
| --------------- | --------------- | ------------------ | ------------------ | ----------- | -------------------------------------------------- |
|                 | Начало XX века  | Дом И. Шапошникова | Короленко ул., 34а | 2000-е годы | Представлял собой яркий пример деревянного модерна |

| Костина улица | Костина улица  | Костина улица | Костина улица   |             |                                                    |
| Изображение   | Датировка      | Наименование  | Местонахождение | Дата сноса  | Примечание                                         |
| ------------- | -------------- | ------------- | --------------- | ----------- | -------------------------------------------------- |
|               | Начало XX века | Жилой дом     | Костина ул., 9  | 2019        |                                                    |
|               | Начало XX века | Жилой дом     | Костина ул., 11 | 2019        |                                                    |
|               | Начало XX века | Жилой дом     | Костина ул., 12 | 2000-е годы | Представлял собой яркий пример деревянного модерна |
|               | Начало XX века | Жилой дом     | Костина ул., 26 | 2012        |                                                    |
|               | Начало XX века | Жилой дом     | Костина ул., 28 | 2012        |                                                    |
|               | Начало XX века | Жилой дом     | Костина ул., 30 | 2012        |                                                    |

| Малая Покровская улица | Малая Покровская улица | Малая Покровская улица | Малая Покровская улица  |            |                                          |
| Изображение            | Датировка              | Наименование           | Местонахождение         | Дата сноса | Примечание                               |
| ---------------------- | ---------------------- | ---------------------- | ----------------------- | ---------- | ---------------------------------------- |
|                        | 1828—1848              | Дом Я. И. Васильева    | Малая Покровская ул., 6 | 2000-е     | Архитекторы И. Е. Ефимов, А. А. Пахомов. |

| Малая Ямская улица | Малая Ямская улица        | Малая Ямская улица                    | Малая Ямская улица   |             | |
| Изображение        | Датировка                 | Наименование                          | Местонахождение      | Дата сноса  | Примечание |
| ------------------ | ------------------------- | ------------------------------------- | -------------------- | ----------- | --- |
|                    | Конец XIX — начало XX вв. | Жилой дом                             | Малая Ямская ул., 6  | 2017        | |
|                    | Конец XIX — начало XX вв. | Жилой дом                             | Малая Ямская ул., 10 | 2019        | |
|                    | Конец XIX — начало XX вв. | Жилой дом                             | Малая Ямская ул., 12 | 2019        | |
|                    | Конец XIX — начало XX вв. | Жилой дом                             | Малая Ямская ул., 13 | 2013        | |
|                    | Конец XIX — начало XX вв. | Жилой дом                             | Малая Ямская ул., 15 | 2019        | |
|                    | 1885                      | Полукаменный жилой дом И. Д. Гордеева | Малая Ямская ул., 16 | 2019        | |
|                    | Конец XIX — начало XX вв. | Жилой дом                             | Малая Ямская ул., 31 | 2019        | Доходный дом в стиле академической эклектики. Подожжён в 2014 году и снесён в 2019-м.                                                |
|                    | Конец XIX — начало XX вв. | Жилой дом                             | Малая Ямская ул., 41 | 2017        | В доме жил герой Советского Союза, герой Великой Отечественной войны Иван Усилов, о чём была установлена мемориальная доска. Снесён. |
|                    | 1911                      | Жилой дом                             | Малая Ямская ул., 61 | 2010-е годы | Имел статус ОКН, снят с охраны |

| Невзоровых улица | Невзоровых улица | Невзоровых улица | Невзоровых улица   |            |            |
| Изображение      | Датировка        | Наименование     | Местонахождение    | Дата сноса | Примечание |
| ---------------- | ---------------- | ---------------- | ------------------ | ---------- | ---------- |
|                  | Конец XIX века   | Жилой дом        | Невзоровых ул., 11 | 2005       |            |
|                  | Конец XIX века   | Жилой дом        | Невзоровых ул., 45 | 2006       |            |
|                  | Конец XIX века   | Жилой дом        | Невзоровых ул., 65 | 2006       |            |
|                  | Конец XIX века   | Жилой дом        | Невзоровых ул., 67 | 2006       |            |
|                  | Конец XIX века   | Жилой дом        | Невзоровых ул., 69 | 2006       |            |

| Нестерова улица | Нестерова улица           | Нестерова улица  | Нестерова улица    |              |                                               |
| Изображение     | Датировка                 | Наименование     | Местонахождение    | Дата сноса   | Примечание                                    |
| --------------- | ------------------------- | ---------------- | ------------------ | ------------ | --------------------------------------------- |
|                 | Конец XIX — начало XX вв. | Жилые дома       | Нестерова ул., 20а | 2010-е годы  |                                               |
|                 | Конец XIX — начало XX вв. | Жилые дома       | Нестерова ул., 22  | 2010-е годы  |                                               |
|                 | 1905                      | Дом О. Макаровой | Нестерова ул., 24  | 2010-е годы  |                                               |
|                 | Конец XIX — начало XX вв. | Жилые дома       | Нестерова ул., 26  | 2010-е годы  |                                               |
|                 | Конец XIX века            | Жилой дом        | Нестерова ул., 32  | До 1991 года | В доме до 1904 года жил лётчик П. Н. Нестеров |

| Нижегородский кремль | Нижегородский кремль | Нижегородский кремль                    | Нижегородский кремль |              |            |
| Изображение          | Датировка            | Наименование                            | Местонахождение      | Дата сноса   | Примечание |
| -------------------- | -------------------- | --------------------------------------- | -------------------- | ------------ | ---------- |
|                      | 1906                 | Чайный павильон в Кремле                | Нижегородский кремль | до 1991 года |            |
|                      | Начало XX века       | Летнее помещение общественного собрания | Нижегородский кремль | до 1991 года |            |
|                      | Начало XX века       | Павильон бюрократического клуба         | Нижегородский кремль | до 1991 года |            |

| Новая улица | Новая улица                     | Новая улица                                                          | Новая улица     |             | |
| Изображение | Датировка                       | Наименование                                                         | Местонахождение | Дата сноса  | Примечание |
| ----------- | ------------------------------- | -------------------------------------------------------------------- | --------------- | ----------- | --- |
|             | Конец XIX века                  | Жилой дом                                                            | Новая ул., 10   | 2005        | |
|             | 1840-е годы                     | Жилой дом мещанина А. Маякина                                        | Новая ул., 12   | 2005        | |
|             | Конец XIX века                  | Жилой дом                                                            | Новая ул., 28   | 2006        | |
|             | Конец XIX века                  | Жилой дом                                                            | Новая ул., 30   | 2000-е годы | Имел мемориальную ценность. Был связан с жизнью учёного, исследователя Арктики и Антарктики П. А. Гордиенко, о чём на доме была установлена мемориальная доска, исчезнувшая после сноса.               |
|             | Конец XIX века                  | Жилой дом                                                            | Новая ул., 34   | 2006        | |
|             | Конец XIX века                  | Жилой дом                                                            | Новая ул., 40   | 2010-е годы | |
|             | Конец XIX века                  | Жилой дом                                                            | Новая ул., 44   | 2010-е годы | |
|             | 1890—1891                       | Дом мещанина М. Г. Николаева (также известен, как Дом с бельведером) | Новая ул., 46   | 2015        | Последняя владелица дома Л. А. Давыдова-Печёрская пыталась спасти дом от сноса, много лет добивалась его включения в список ОКН. Застройщик («РегионИнвест52») смог снести дом только после её смерти. |
|             | Конец XIX века                  | Жилой дом                                                            | Новая ул., 48   | 2010-е годы | |
|             | Середина 1880-х; начало XX века | Дом Бурцева с кованой решёткой ворот                                 | Новая ул., 53   | 2010-е годы | Имел статус ОКН, снят с охраны |
|             | Середина — конец XIX века       | Жилой дом                                                            | Новая ул., 55   | 2019        | Пострадал от пожара и был снесён. |

| Новосолдатская улица | Новосолдатская улица | Новосолдатская улица                | Новосолдатская улица   |            | |
| Изображение          | Датировка            | Наименование                        | Местонахождение        | Дата сноса | Примечание |
| -------------------- | -------------------- | ----------------------------------- | ---------------------- | ---------- | --- |
|                      | 1885                 | Жилой дом крестьянина Н. В. Ламзина | Новосолдатская ул., 10 | 2020       | Выявленному объекту было отказано во включении в список ОКН на основании экспертизы архитектора-реставратора Ольги Сундиевой, заместителя директора ООО «Проектреставрация», написавшей в акте ГИКЭ, что земля под зданием необходима для развития города. Вскоре дом снесли. |

| Октябрьская улица | Октябрьская улица | Октябрьская улица    | Октябрьская улица    |             | |
| Изображение       | Датировка         | Наименование         | Местонахождение      | Дата сноса  | Примечание |
| ----------------- | ----------------- | -------------------- | -------------------- | ----------- | --- |
|                   | Конец XIX века    | Жилой дом            | Октябрьская ул., 10  | 2012        | Доходный дом с лестничной клеткой, был украшен пропильной резьбой. Снесён для строительства элитного жилого комплекса.                                                       |
|                   | 1826—1845         | Дом И. Дятлова       | Октябрьская ул., 11а | 2014—2015   | Архитекторы И. Е. Ефимов, А. Е. Турмышев. В начале 1990-х годов оставался редким примером «дворянской» застройки в Нижнем Новгороде. Снесён для строительства отеля Mercure. |
|                   | Конец XIX века    | Жилой дом            | Октябрьская ул., 13  | 2010-е      | Снесён для строительства отеля Mercure. |
|                   | Конец XIX века    | Жилой дом            | Октябрьская ул., 26  | 2006        | |
|                   | Конец XIX века    | Жилой дом            | Октябрьская ул., 28а | 2006        | |
|                   | 1842              | Дом И. Благообразова | Октябрьская ул., 33  | 2000-е годы | Архитектор Г. И. Кизеветтер. Дом был украшен пропильной резьбой в начале XX века. Снесён для строительства офисного здания.                                                  |

| Ошарская улица | Ошарская улица | Ошарская улица  | Ошарская улица    |             | |
| Изображение    | Датировка      | Наименование    | Местонахождение   | Дата сноса  | Примечание |
| -------------- | -------------- | --------------- | ----------------- | ----------- | --- |
|                | Конец XIX века | Жилой дом       | Ошарская ул., 3   | 2006        | |
|                | XIX век        | Дом Чиркова     | Ошарская ул., 17  | 1990-е      | В доме в старости жил музыкальный критик А. Д. Улыбышев, где и скончался 24 января 1858 года. В этом доме его посещал поэт Т. Г. Шевченко. |
|                | 1839           | Дом И. Белянина | Ошарская ул., 32а | 2000-е      | Архитектор Г. И. Кизеветтер. Каменно-деревянный дом принадлежал отставному солдату Ивану Белянину. Вся историческая застройка по чётной стороне Ошарской улицы на протяжении домов № 12—34 была снесена для строительства элитных жилых комплексов. |
|                | 1860-е гг.     | Жилой дом       | Ошарская ул., 34  | 2000-е годы | Имел статус ОКН, снят с охраны |
|                | XIX век        | Жилой дом       | Ошарская ул., 40  | 2013        | |
|                | Конец XIX века | Жилой дом       | Ошарская ул., 42  | 2013        | |

| Провиантская улица | Провиантская улица        | Провиантская улица | Провиантская улица   |             |            |
| Изображение        | Датировка                 | Наименование       | Местонахождение      | Дата сноса  | Примечание |
| ------------------ | ------------------------- | ------------------ | -------------------- | ----------- | ---------- |
|                    | Конец XIX — начало XX вв. | Жилые дома         | Провиантская ул., 12 | 2010-е годы |            |
|                    | Конец XIX — начало XX вв. | Жилые дома         | Провиантская ул., 14 | 2010-е годы |            |

| Свободы улица | Свободы улица | Свободы улица | Свободы улица   |             | |
| Изображение   | Датировка     | Наименование  | Местонахождение | Дата сноса  | Примечание |
| ------------- | ------------- | ------------- | --------------- | ----------- | --- |
|               | 1840-е        | Жилой дом     | Свободы ул., 77 | 2010-е годы | Дом 1840-х годов, с чрезвычайно редкой глухой резьбой. Снесён, вместе с протяжённым участком застройки Старого Сормово. На месте старинных домов построены: типовое высотное здание, торговый центр и обширные парковки. |

| Сенная площадь | Сенная площадь | Сенная площадь | Сенная площадь   |             |            |
| Изображение    | Датировка      | Наименование   | Местонахождение  | Дата сноса  | Примечание |
| -------------- | -------------- | -------------- | ---------------- | ----------- | ---------- |
|                | Конец XIX века | Жилой дом      | Сенная пл., 2, 4 | 2010-е годы |            |

| Славянская улица | Славянская улица | Славянская улица | Славянская улица   |            |            |
| Изображение      | Датировка        | Наименование     | Местонахождение    | Дата сноса | Примечание |
| ---------------- | ---------------- | ---------------- | ------------------ | ---------- | ---------- |
|                  | Конец XIX века   | Жилой дом        | Славянская ул., 15 | 2005—2006  |            |
|                  | Конец XIX века   | Жилой дом        | Славянская ул., 17 | 2005—2006  |            |
|                  | Конец XIX века   | Жилой дом        | Славянская ул., 19 | 2005—2006  |            |

| Студёная улица | Студёная улица      | Студёная улица                                           | Студёная улица     |             | |
| Изображение    | Датировка           | Наименование                                             | Местонахождение    | Дата сноса  | Примечание |
| -------------- | ------------------- | -------------------------------------------------------- | ------------------ | ----------- | --- |
|                | 1910-е              | Усадьба купца Власова                                    | Студёная ул., 3, 5 | 2000-е годы | Усадьба включала два полукаменных дома в стиле неоклассицизм, службы в кирпичном стиле и кованые ворота в стиле модерн. В 2000-е годы дома уничтожены фасадизмом, ворота и службы снесены.       |
|                | 1851                | Дом титулярной советницы Кастальской                     | Студёная ул., 35   | 2000-е годы | |
|                | 1898                | Усадьба Криваусова                                       | Студёная ул., 41   | 2014        | |
|                | Начало XX века      | Флигель усадьбы Гульельмуччи (дом купца И. Л. Степанова) | Студёная ул., 42   | 2014        | Имел статус ОКН, снят с охраны |
|                | 1870-е гг.          | Дом коллежского секретаря С. Ф. Гульельмуччи             | Студёная ул., 44   | 2010-е годы | |
|                | Конец XIX века      | Дом Наумовых                                             | Студёная ул., 53   | 2000-е годы | Имел статус ОКН, снят с охраны и уничтожен фасадизмом |
|                | 1884—1885           | Дом П. Н. Дойлидовой с каменными воротами                | Студёная ул., 60   | 2000-е годы | Имел статус ОКН, снят с охраны |
|                | 1880-е — 1890-е гг. | Дом Миловидовых (Образцова)                              | Студёная ул., 61   | 2012        | Дом с единственной в своём роде резьбой наличников в городе. Имел статус ОКН, снят с охраны постановлением Правительства Ниж. обл. № 78 от 8 февраля 2011 г. Снесён ради размещения автостоянки. |

| Тверская улица | Тверская улица | Тверская улица                                  | Тверская улица                       |             |            |
| Изображение    | Датировка      | Наименование                                    | Местонахождение                      | Дата сноса  | Примечание |
| -------------- | -------------- | ----------------------------------------------- | ------------------------------------ | ----------- | ---------- |
|                | 1850-е гг.     | Усадьба мещанки С. П. Потаповой                 | Тверская ул., 7а                     | 2000-е годы |            |
|                | 1880-е гг.     | Дом крестьянина А. И. Перевезенцева с флигелями | Белинского ул., 68, Тверская ул., 13 | 2006        |            |

| Тихий переулок | Тихий переулок | Тихий переулок | Тихий переулок  |              |                                       |
| Изображение    | Датировка      | Наименование   | Местонахождение | Дата сноса   | Примечание                            |
| -------------- | -------------- | -------------- | --------------- | ------------ | ------------------------------------- |
|                | Конец XIX века | Дом Карташева  | Тихий пер., 3   | До 1991 года | В доме жил А. М. Горький в 1898 году. |

| Трудовая улица | Трудовая улица            | Трудовая улица       | Трудовая улица   |             |            |
| Изображение    | Датировка                 | Наименование         | Местонахождение  | Дата сноса  | Примечание |
| -------------- | ------------------------- | -------------------- | ---------------- | ----------- | ---------- |
|                | Конец XIX — начало XX вв. | Жилой дом            | Трудовая ул., 5  | 2010-е годы |            |
|                | Конец XIX — начало XX вв. | Дом М. Н. Сперанской | Трудовая ул., 7  | 2010-е годы |            |
|                | Конец XIX — начало XX вв. | Жилой дом            | Трудовая ул., 9  | 2010-е годы |            |
|                | Конец XIX — начало XX вв. | Жилой дом            | Трудовая ул., 11 | 2010-е годы |            |
|                | Конец XIX — начало XX вв. | Жилой дом            | Трудовая ул., 13 | 2010-е годы |            |

| Ульянова улица | Ульянова улица            | Ульянова улица      | Ульянова улица   |             | |
| Изображение    | Датировка                 | Наименование        | Местонахождение  | Дата сноса  | Примечание                                                                                            |
| -------------- | ------------------------- | ------------------- | ---------------- | ----------- | --- |
|                | Конец XIX — начало XX вв. | Жилой дом           | Ульянова ул., 31 | 2000-е годы | |
|                | 1839                      | Дом Ф. А. Торсуевой | Ульянова ул., 40 | 1990-е годы | Снесён в 1990-е годы для расчистки территории под постройку жилого комплекса Дом «Памяти Кизеветтера» |

| Фрунзе улица | Фрунзе улица              | Фрунзе улица                                | Фрунзе улица    |            | |
| Изображение  | Датировка                 | Наименование                                | Местонахождение | Дата сноса | Примечание |
| ------------ | ------------------------- | ------------------------------------------- | --------------- | ---------- | --- |
|              | Конец XIX — начало XX вв. | Дом, в котором жил писатель В. Г. Короленко | Фрунзе ул., 6   | 2015       | В доме жил писатель В. Г. Короленко. Здесь он написал повесть «Слепой музыкант». Яркий пример нижегородской деревянной эклектики. Был значительно изменён в 1990-е годы в результате неудачной реставрации (сохранился только фасад) и не включён в список ОКН. Снесён для размещения автостоянки офисного здания по ул. Большой Печерской, 40. |

| Восточный базар | Восточный базар           | Восточный базар | Восточный базар                |              | |
| Изображение     | Датировка                 | Наименование    | Местонахождение                | Дата сноса   | Примечание |
| --------------- | ------------------------- | --------------- | ------------------------------ | ------------ | --- |
|                 | Конец XIX — начало XX вв. | Восточный базар | Район современной ул. Заломова | до 1991 года | Квартал увеселительных заведений, преимущественно деревянной застройки, с архитектурной доминантой — Восточным театром, построенным в стиле шинуазри. Полностью снесён в советский период |

| Горьковская детская железная дорога | Горьковская детская железная дорога | Горьковская детская железная дорога | Горьковская детская железная дорога |              | |
| Изображение                         | Датировка                           | Наименование                        | Местонахождение                     | Дата сноса   | Примечание |
| ----------------------------------- | ----------------------------------- | ----------------------------------- | ----------------------------------- | ------------ | --- |
|                                     | 1930-е                              | Станция «Пушкино»                   |                                     | до 1991 года | Здание вокзала представляло собой авторскую вариацию на тему неорусского стиля, было выполнено в виде резного деревянного терема. Разобрано в 1960-е годы |
|                                     | 1930-е                              | Станция «им. Маяковского»           |                                     | до 1991 года | Здание вокзала, построенное по проекту К. П. Сидорчук, было выполнено в формах конструктивизма. Сгорело в войну, при бомбардировках города.               |

| Адрес неизвестен | Адрес неизвестен | Адрес неизвестен                            | Адрес неизвестен                |            |            |
| Изображение      | Датировка        | Наименование                                | Местонахождение                 | Дата сноса | Примечание |
| ---------------- | ---------------- | ------------------------------------------- | ------------------------------- | ---------- | ---------- |
|                  | Конец XIX века   | Женское училище имени А. С. Гацисского      | ???                             | ???        |            |
|                  | Конец XIX века   | Казармы для рабочих                         | Располагались в городском парке | ???        |            |
|                  | Конец XIX века   | Александровское городское начальное училище | ???                             | ???        |            |
|                  | Конец XIX века   | Успенское начальное училище                 | ???                             | ???        |            |

### Точный адрес неизвестен
| Датировка | Наименование                                                            | Местонахождение                            | Архитектор   |
| --------- | ----------------------------------------------------------------------- | ------------------------------------------ | ------------ |
| 1875      | Дом коллежского асессора Николая Васильевича Смирнова                   | Гоголя ул.                                 | Н. Фельдт    |
| 1889      | Каменно-деревянный дом крестьянина Ивана Дементьевича Гордиева          | Малая Ямская ул.                           | Н. Григорьев |
| 1890-е    | Каменно-деревянный дом купца Григория Фёдоровича Ермолаева              | Сергиевская ул.                            |              |
| 1891      | Дом крестьянина Сергея Алексеевича Новикова                             | Плотничный пер.                            |              |
| 1900      | Дом Карпа Иосифовича Суворова                                           | Малая Ямская ул.                           |              |
| 1910      | Дом Исаака Давыдовича Мотыгина                                          | Плотничный пер.                            |              |
| 1911      | Дом И. И. Сапожникова                                                   | Малая Ямская ул.                           | К. Назаров   |
| 1912      | Деревянный флигель Торгового дома «Николай Иванович Ремизов с братьями» | Ярославская ул. (бывшая Гребешковская ул.) |              |